# Bò thịt

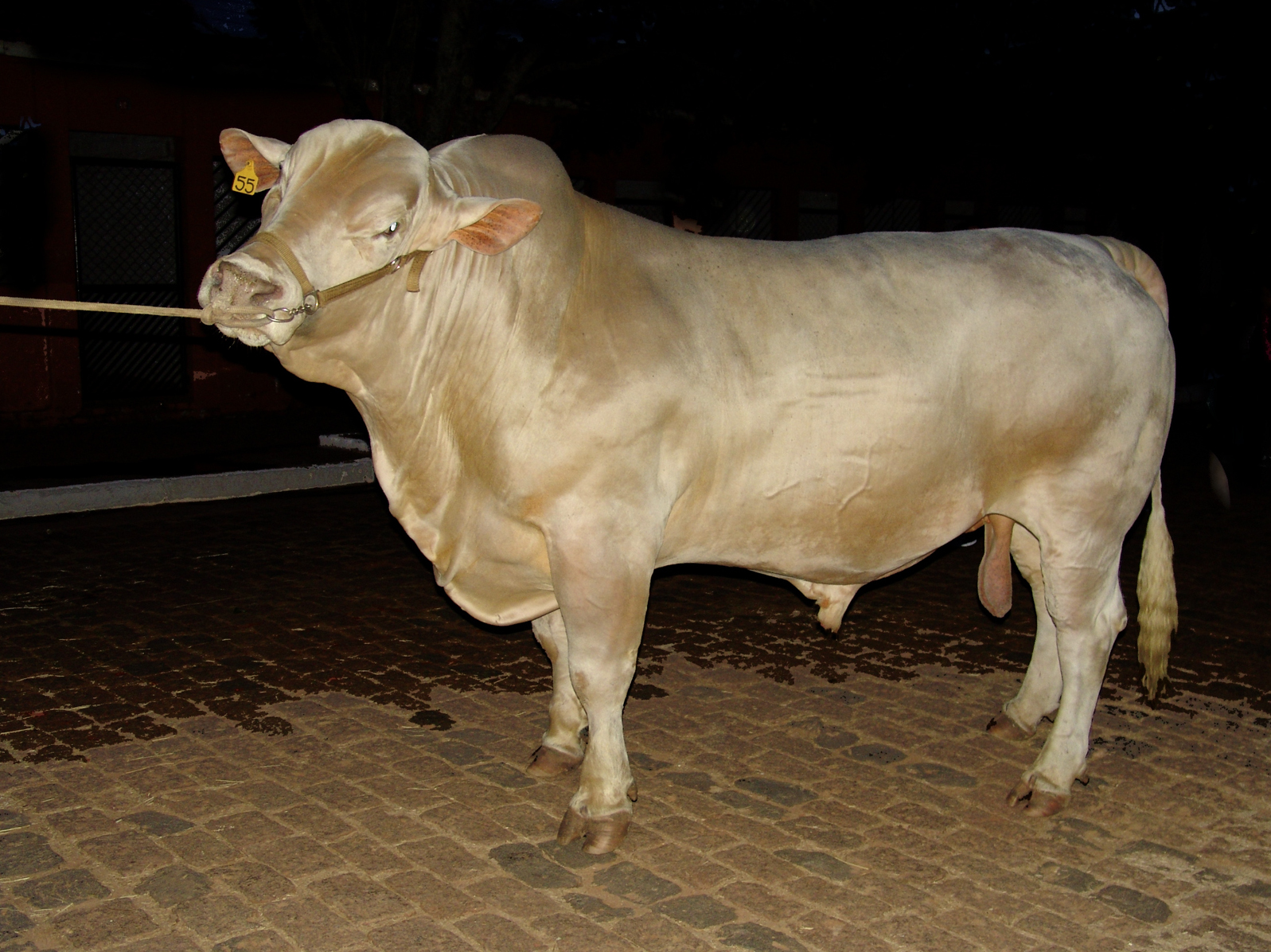
Một giống bò thịt ở châu Âu

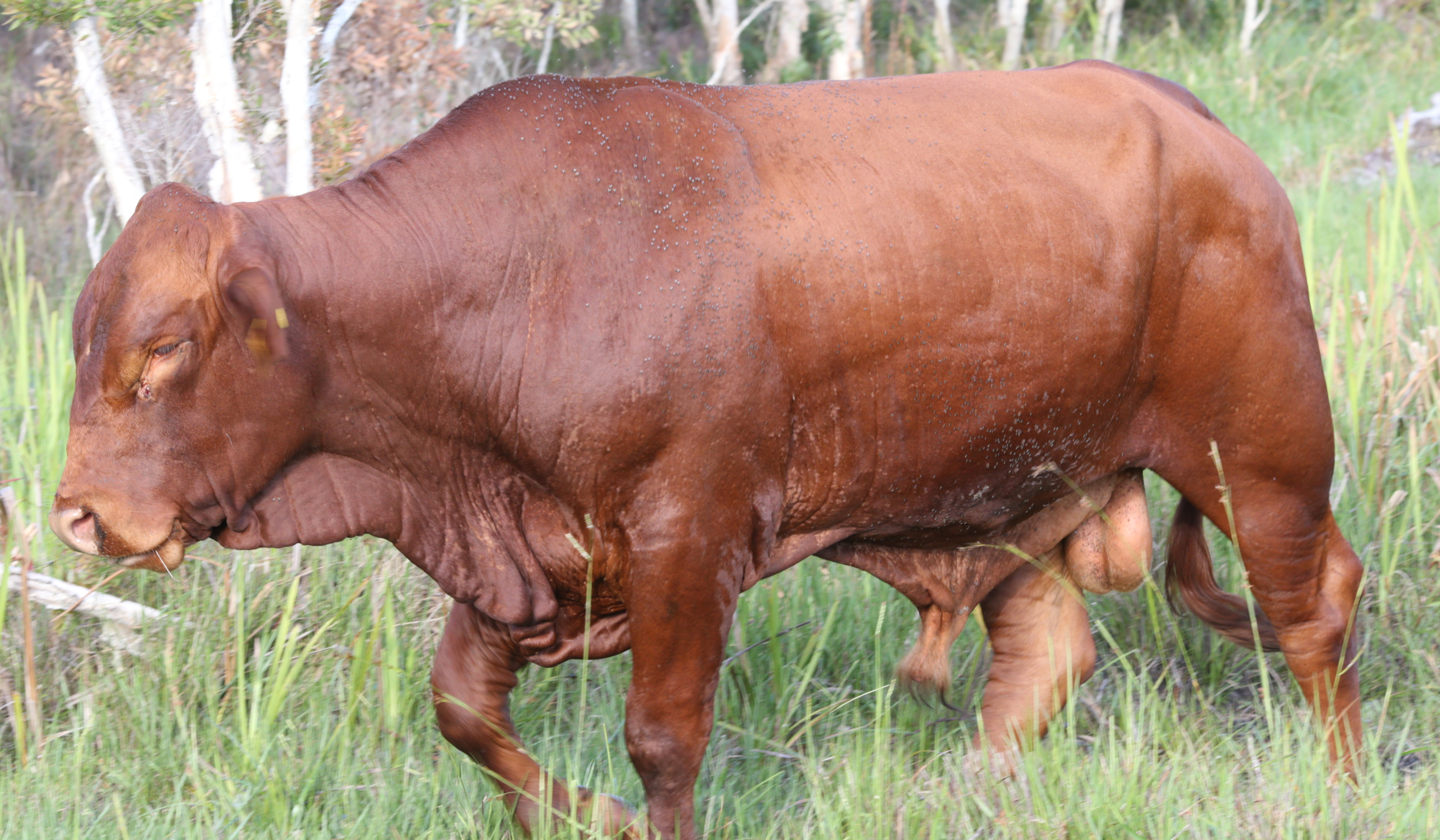
Giống bò Úc (Droughtmaster)

Bò thịt hay bò lấy thịt, bò hướng thịt những giống bò nhà được chăn nuôi chủ yếu phục vụ cho mục đích lấy thịt bò. Đây là những giống bò cao sản, được chăn nuôi theo kiểu tăng trọng thể hiện qua giai đoạn vỗ béo. Việc chọn các giống bò thịt được thực hiện công phu để chọn ra những giống bò nhiều thịt với tỷ lệ xẻ thịt và thịt lọc cao, nhiều thịt nạc, có khả năng chống chịu với bệnh tật, thích nghi tốt, và có khả năng lai tạo để cải tạo các đàn bò bản địa.
Có những giống bò thịt có thể lên đến 1 tấn. Trung bình một con bò phăng có trọng lượng 450 kg (£ 1.000) khi còn sống sẽ cho một lượng thịt nặng khoảng 280 kg (£ 615) sau khi máu, đầu, sừng, chân, da, móng, nội tạng và ruột đã được tách bỏ. Nếu thực hiện theo quy trình giết mổ, xác chết sau đó sẽ được treo trong một căn phòng lạnh cho từ một đến bốn tuần, trong thời gian đó nó sẽ mất đi một số cân nặng như nước bị khô từ thịt. Khi xương được chặt ra bởi một đồ tể hay nhà đóng gói sau đó thì khúc thịt bò này sẽ còn khoảng 200 kg (430 lb).
Bò thịt được chăn nuôi để phục vụ cho nhu cầu tiêu thụ thịt bò ngày càng tăng trên thế giới. Theo một thống kê, bình quân nhu cầu tiêu thụ thịt bò/người/năm của thế giới là 9 kg/người/năm, các nước phát triển tỷ lệ thịt bò chiếm 25 – 30% tổng lượng thịt tiêu thụ bình quân đâu người, riêng ở Việt Nam là 200 kg (năm 2006), tỷ lệ thịt bò/tổng lượng thịt hơi tiêu thụ là 5,19% (tương đương 0,85 kg thịt xẻ/người/năm). Thịt bò là thực phẩm gia súc phổ biến trên thế giới, cùng với thịt lợn, được chế biến và sử dụng theo nhiều cách, trong nhiều nền văn hoá và tôn giáo khác nhau, cùng với thịt lợn và thịt gà, thịt bò là một trong những loại thịt được con người sử dụng nhiều nhất.

## Đặc điểm
Bò thịt có đặc điểm chung là giống bò cao sản, ngoại hình, khối lượng lớn, cơ bắp, nhiều thịt, tỷ lệ xẻ thịt cao và nhiều thịt lọc (thịt tinh). Đặc điểm nổi bật của giống bò chuyên dụng thịt là to con, con cái trưởng thành nặng từ 500–800 kg, con đực trưởng thành nặng từ 900-1.400 kg. Tỷ lệ thịt xẻ đạt từ 60-65%, thích nghi với nuôi chăn thả và vỗ béo. Về ngoại hình, chọn con có thân hình vạm vỡ, mình tròn, mông và vai phát triển như nhau, nhìn tổng thể bò có hình chữ nhật. Trọng lượng phổ biến của bò thịt dao động từ 250 kg đến 350 kg/con và cao hơn, từ 400 kg đến nửa tấn/con.

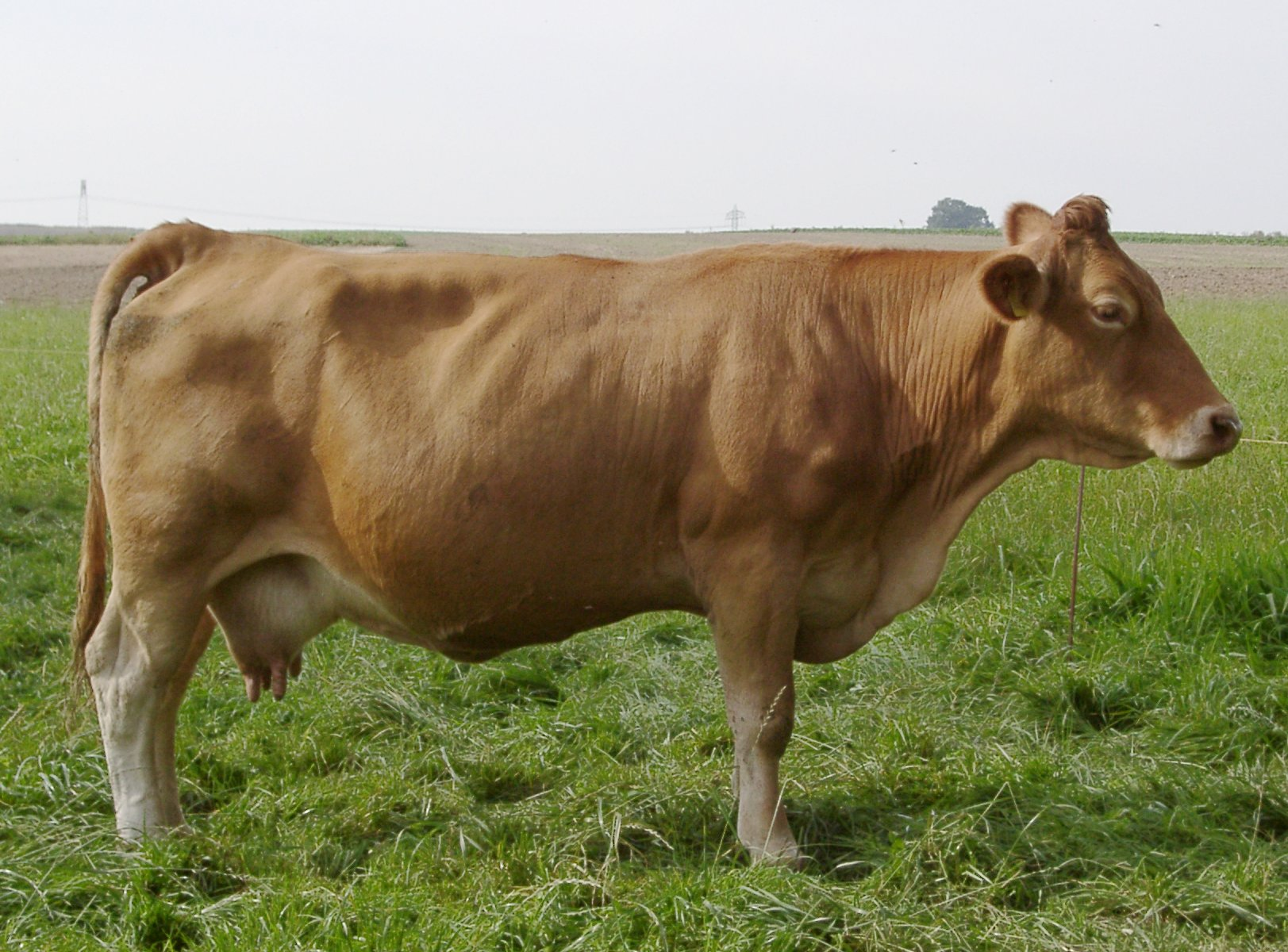
Một con bò vàng

Thớ thịt bò cái nhỏ hơn bò đực, mô giữa các cơ ít, thịt vị đậm, vỗ béo nhanh hơn bò đực. Ngược lại, bò đực có tỷ lệ thịt xẻ cao hơn bò cái cùng độ tuổi. Bò nuôi từ 16-24 tháng tuổi có thể giết mổ. Tuy nhiên, tuổi giết mổ khác nhau thì chất lượng thịt cũng khác nhau. Thịt bê và bò tơ có màu nhạt, ít mỡ, mềm và thơm ngon. Thịt bò lớn tuổi màu đỏ đậm, nhiều mỡ, dai hơn và không thơm ngon bằng thịt bê tơ. Trong quy trình vỗ béo, có thể thiến bò đực khi nuôi được 7-12 tháng tuổi, bò thiến sớm sẽ béo nhanh hơn và thịt cũng mềm hơn.
Khác với bò sữa chuyên phục phụ cho mục đích lấy sữa hoặc các giống bò nhà khác phục vụ cho mục đích cày kéo, vận chuyển.... Con giống khác nhau có tốc độ sinh trưởng, tích lũy thịt, mỡ khác nhau. Con lai của bò Charolais có tỷ lệ thịt xẻ cao hơn con lai của bò Hereford, lượng mỡ của thịt bò Charolais thấp hơn thịt bò Hereford. Giống bò vàng Việt Nam có tỷ lệ thịt xẻ là 42%, thịt tinh là 31%, bò thịt Charolais, tỷ lệ thịt xẻ là 60% và thịt tinh là 45%. Hiện nay trên thế giới nhiều giống bò có tỷ lệ thịt xẻ lên tới 70%, thịt tinh trên 50%, thịt thơm ngon và có giá trị dinh dưỡng rất cao.
Giống bò lai hướng thịt chất lượng cao là những con được sinh ra từ bò cái có 1/2, 1/3 hoặc 3/4 máu các giống bò lai trong nhóm Zêbu như Sind, Bò Shahiwal, Brahman, có trọng lượng từ 220 kg trở lên, khỏe mạnh, không bệnh tật, khả năng sinh sản tốt cho phối giống với bò trong nhóm Zêbu hoặc các giống bò chuyên thịt như Smemtal, Charolais, Limouse, Droumaster… Ở Việt Nam đang triển khai mô hình nuôi bò lai Zêbu chất lượng cao và bò 3/4 máu ngoại nhằm cải tạo chất lượng con giống và thay đổi phương pháp chăn nuôi truyền thống sang chăn nuôi thâm canh.

## Các giống

### Một số nhóm

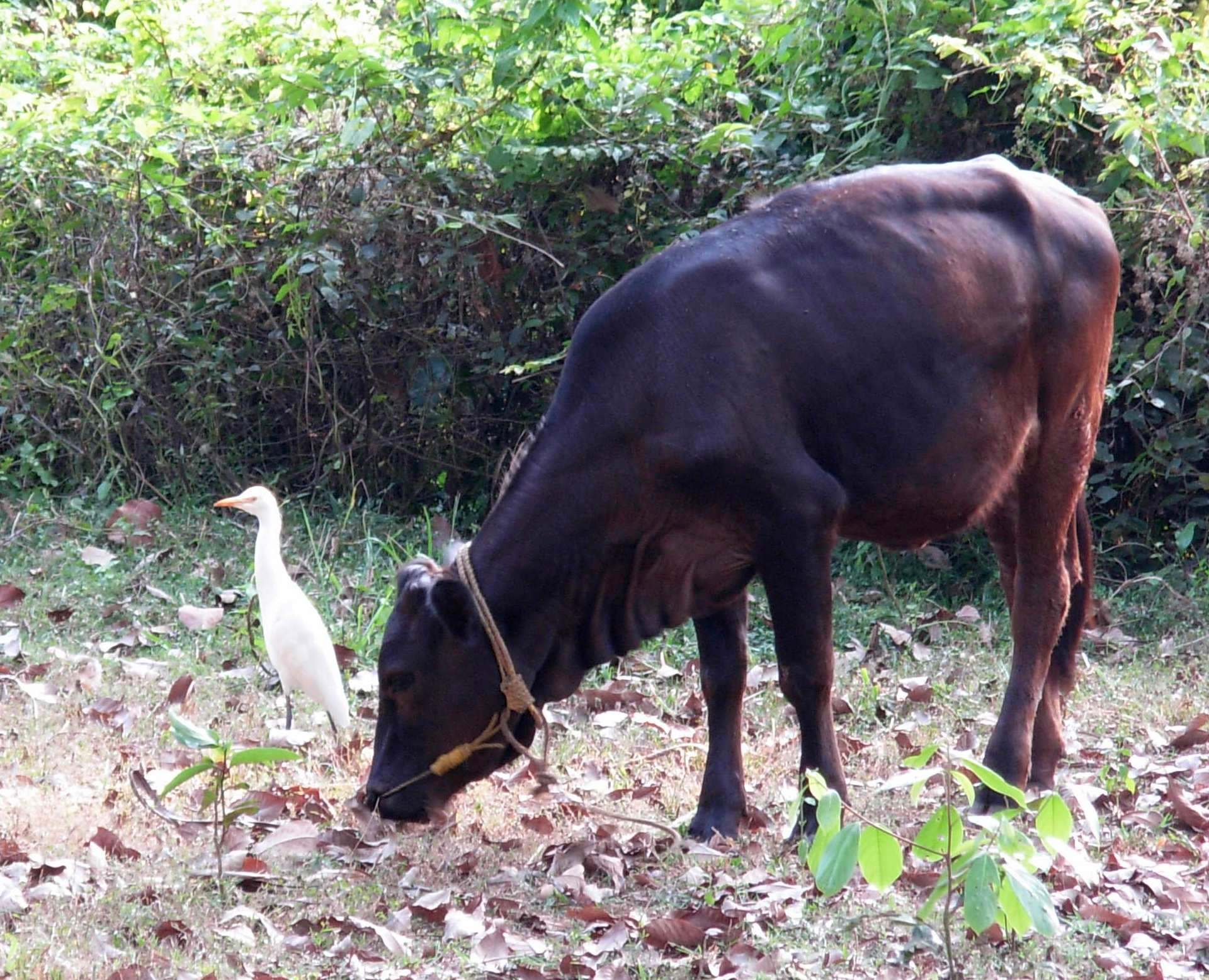
Chăn nuôi bò

Bò thịt được chọn giống, lai tạo nên có rất đa dạng các loại giống bò, trong đó có một số giống có thể kể đến như: Bò Zêbu là tên gọi chung một nhóm các giống bò u nhiệt đới (Bos indicus), có nguồn gốc ở Ấn Độ, Pakistan, Châu Phi. Hiện có trên 30 giống bò Zêbu, tập trung chủ yếu ở các nước nhiệt đới và cận nhiệt đới. Trong thời gian vỗ béo (2-2,5 tháng trước khi xuất chuồng), bò lai Zêbu, sẽ tăng trọng rất nhanh, mỗi con có trọng lượng 140–170 kg thịt. Nhóm gốc bò thịt cao sản ôn đới, là những giống bò có nguồn gốc Anh hoặc Pháp như các giống bò Bò Charolais (Pháp), Bò Sumental (Thụy Sĩ), Bò Limousin (Pháp), Bò Hereford (Anh), Bò Aberdin Angus (Anh, Mỹ)...
Nhóm giống bò thịt cao sản nhiệt đới, là những giống bò thịt được lai tạo giữa bò thịt ôn đới châu Âu với một số giống bò Zêbu, trong đó có một tỷ lệ nhất định máu bò Zêbu như các giống: Bò Santagertrudis (Mỹ), Bò Red Beltmon, Bò Drought Master (Úc). Ví dụ: Bò Drought Master có 50% máu bò Indian (Zêbu) và 50% máu bò Shorthorn (Châu Âu), hoặc bò Santa Gertrudis có 3/8 máu bò Grahman (Zêbu) và 5/8 bò Shorthorn (Châu Âu). Giống bò Droughmaster (có nghĩa la Bậc thầy về chịu hạn hay Thần chịu hạn). Bò được lai tạo ở ÚC, có 50% máu bò giống ShortHorn (Anh) và 50% máu giống Brahman. Đây là giống bò có nguồn gốc từ Australia. Chúng kháng ve và các bệnh ký sinh trùng đường máu tốt, thích ứng với điều kiện chăn thả ở vùng nóng ẩm hoặc khô hạn. Con trưởng thành có thể tới 700–800 kg. Khả năng tăng trọng và phẩm chất thịt tốt, tỷ lệ thịt xẻ cao.
Nhóm bò khác: Bò vàng Việt Nam, Bò lai Sind... Tại Việt Nam có giống bò H'mông (bò Mèo), đây là giống bò chủ yếu do người H'mông chăn nuôi, bò đực trưởng thành trên 5 năm tuổi có trọng lượng 500–800 kg. Đây là giống bò có nguồn gen quý với tỷ lệ mỡ giắt cao, độ dai là 6,5 kg sau 24 giờ giết mổ. Đây là giống bò đặc sản. Việc phát triển chăn nuôi bò H'mông theo phương pháp chuỗi giá trị là cần thiết và đang được chính quyền các tỉnh quan tâm. Bò vàng Việt Nam là giống bò địa phương, có khối lượng trung bình từ 150–200 kg/con. Do vóc dáng nhỏ bé nên người ta hay gọi nó là loài bò cóc, bò cỏ. Bò dễ nuôi, thích nghi rộng, chống chịu bệnh tốt, thành thục sinh dục sớm và mắn đẻ. Tuy nhiên, do tầm vóc nhỏ bé và tỷ lệ thịt xẻ thấp nên phải lai tạo đàn bò cóc với các giống khác (như bò Sind, bò Brahmau, bò Sahiwal...) để tạo ra những con lai có thể đạt tới 400–450 kg/con.
Giống Bò bò lang trắng xanh Bỉ hay còn gọi là BBB (Blanc-Blue-Belgium) là giống bò chuyên dụng thịt của Bỉ. Bò có màu lông trắng, xanh lốm đốm hoặc trắng lốm đốm và cơ bắp rất phát triển. Bê sơ sinh có khối lượng 45,5 kg. Bê 6-12 tháng tăng trọng bình quân 1.300 gram/ngày. Khi 1 năm tuổi, bê đực nặng 470–490 kg; bê cái 370–380 kg. Trưởng thành bò đực nặng 1.100-1.200 kg, bò cái 710–720 kg. Ở tuổi giết thịt, bê đực 14-16 tháng có tỷ lệ thịt xẻ 66%. Bê F1 BBB sinh ra khỏe mạnh, thích nghi với điều kiện, môi trường sống. Kết hợp được cả tốc độ phát triển, tăng trọng nhanh, chất lượng thịt tốt của con bố (bò siêu thịt BBB) và sự thích nghi với môi trường sống của con bò mẹ (bò lai Sind tại Việt Nam). Bê tăng trọng bình quân 25 kg/tháng, cá biệt có con tăng trọng 30 kg/tháng. Dễ nuôi, phàm ăn, lớn nhanh
Bò Nhật Bản hay còn gọi là Bò Kobe (chữ Nhật: 和牛; phiên âm: Wagyu/Hòa ngưu) là một giống bò thịt của Nhật Bản chuyên dùng để lấy thịt bò với món ẩm thực nổi tiếng là thịt bò Kobe. Bò Kobe thuộc giống bò Tajima-ushi, một giống bò độc đáo của vùng Kobe. Bò Kobe là một trong 3 giống bò cho thịt ngon nhất. Hương thơm nhẹ, vị béo quyện cùng với những thớ thịt mượt làm cho thịt bò Kobe được xếp vào hàng "cực phẩm". Bò Kobe có thể được chế biến thành bít tết, sukiyaki, shabu shabu, sashimi, teppanyaki và nhiều loại khác.

### Danh mục
| Giống                        | Xuất xứ                                              | Mô tả |
| ---------------------------- | ---------------------------------------------------- | --- |
| Bò Mỹ                        | Texas, Mỹ                                            | Bò Texas Longhorn: Đa dạng màu, có sừng dài, chất lượng thịt hảo hạng, được chăn nuôi theo quy trình giống hiếm |
| Bò Úc                        | Úc                                                   | Còn gọi là Bò Droughtmaster. Phát triển từ việc lai tạo giữa giống bò Brahman với Bò Shorthorn. Bò đặc trưng với khả năng chịu hạn hán rất tốt nên có biệt danh là bậc thầy chịu hạn. Bò được xuất sống đi nhiều nước trên thế giới. |
| Bò Nhật Bản                  | Nhật Bản                                             | Hay còn gọi là Bò Kobe, Wagyu. Bò có màu đen, chất lượng thịt rất hảo hạng và trứ danh (thịt bò Kobe). |
| Bò Hàn Quốc                  | Hàn Quốc                                             | Là giống bò xuất xứ từ Hàn Quốc, chất lượng thịt tốt và nguyên liệu cho món sườn bò nướng BBQ kiểu Hàn Quốc |
| Bò Việt Nam                  | Việt Nam.                                            | Vàng, nâu, thích nghi và chống chịu kham khổ tốt, là giống bò cho thịt bản địa |
| Bò Bỉ                        | Bỉ                                                   | Còn gọi là bò BBB. Là giống bò có màu nâu kem, ngoại hình cơ bắp, đặc biệt là thịt vùng đùi sau. |
| Bò Angus                     | Scotland                                             | Giống bò cao sản, thường bị thiến. Chăn nuôi nhiều ở Hoa Kỳ |
| Bò Angus đỏ                  | Scotland                                             | Xuất xứ từ giống Bò Angus. Bò có thể nặng tới 1 tấn. |
| Bò Charolais                 | Charolais, Pháp                                      | Màu trắng hoặc màu kem, là giống bò lâu đời |
| Bò Hereford                  | Herefordshire Anh                                    | Đỏ, trắng đỏ, phát triển từ Bò Finching. Đây là giống bò cao sản, năng suất cao |
| Bò Limousin                  | Nouvelle-Aquitaine và Marche, Pháp.                  | Nâu nhạt. Đây cũng là giống bò cao sản cho năng suất thịt cao |
| Bò Pinzgauer                 | Úc                                                   | Giống bò thịt cao sản, năng suất, chất lượng. |
| Bò Santagertrudis            | Texas                                                | Phát triển từ việc lai giống giữa bò Shorthorn và bò Brahma |
| Bò Brahman                   | Ấn Độ                                                | Giống bò lớn, thuộc nhóm bò thịt nhiệt đới |
| Bò Sindhi đỏ                 | Sindh, Pakistan                                      | Xuất phát từ bò Zebu là một giống bò sữa. ở Pakistan, chúng được nuôi để cho thịt và cho sữa. |
| Bò Adaptaur                  | Úc                                                   | Giống bò nhiệt đới, xuất phát từ việc lai tạo giữa giống bò Hereford và bò Shorthorn. |
| Bò Afrikaner                 | Nam Phi                                              | Được những người phi châu sử dụng thông dụng, có liên quan đến bò Sanga. |
| Bò Braford Úc                | Úc                                                   | Được phát triển từ việc lai tạo giữa giống Bò Brahman và bò Hereford. |
| Bò Brangus Úc                | Úc                                                   | Giống bò thiến được phát triển từ việc lai tạo giữa giống bò Angus và bò Brahman |
| Bò Charbray Úc               | Úc                                                   | Phát triển từ việc lai tạo giữa giống Bò Charolais và bò Brahman và được chọn giống kỹ càng. |
| Bò chuyên thịt               | Texas                                                | Phát triển từ việc chọn giống giữa các giống bò Brahman, [[bò Shorthorn [[và bò Hereford. |
| Belted Galloway              | Scotland                                             | Giống bò đen trắng. |
| Bò Belmont đỏ                | Úc                                                   | Phức hợp giữa việc lai tạo các giông Bò Sanga) và Bò Hereford-Bò Shorthorn |
| Bò Hereford đen              | Anh                                                  | Bò trắng đen, phát triển từ việc lai tạo giữa một con bò mộng thuộc giống bò Hereford với một con Bò Hà Lan cái hoặc bò Friesian cái, cho cả thịt lẫn sữa tươi.                                                                      |
| Bò Blonde d'Aquitaine        | Nouvelle-Aquitaine một vùng thuộc Tây Nam nước Pháp. | Nâu nhạt và trong cơ bắp |
| Bonsmara                     | Nam Phi                                              | Phát triển từ gen 5/8 bò Afrikaner, 3/16 bò Hereford và 3/16 bò Shorthorn. |
| Bò Boran                     | Đông Châu Phi                                        | Thường là màu trắng, con đực thì tối màu hơn có khi là màu đen tối. |
| Bò Brangus                   | Mỹ                                                   | Phát triển từ việc lai giống giữa bò Angus và bò Brahman |
| Bò trắng Anh                 | Anh                                                  | Màu trắng hoặc đen. |
| Bò Caracu                    | Brazil                                               | |
| Bò Chianina                  | Ý                                                    | Bò được lai tạo để cho thịt. |
| Bò Corriente                 | Mexico                                               | Giống bò nhỏ, lông có đốm |
| Bò Crioulo Lageano           | Bán đảo Tây Bồ                                       | Có lịch sử hơn 400 năm. |
| Bò Dexter                    | Tây Nam Ireland                                      | Bò rất nhỏ, màu đen, sừng ngắn. |
| Bò sừng dài Anh              | Miền Trung nước Anh.                                 | Có màu đỏ hoặc vện, cỡ vừa. |
| Bò Florida Cracker           | Florida, Mỹ                                          | Giống bò cỡ nhỏ |
| Bò Galloway                  | Galloway một vùng của Scotland                       | Đen, lông dài, rậm. |
| Bò Gascon                    | Pyrenees                                             | Màu xám, bê thành thục nhanh |
| Bò Gelbvieh                  | Đức                                                  | Đỏ, khỏe, bê lớn nhanh |
| Bò cao nguyên                | Scotland.                                            | Nhỏ, đen, trắng, đỏ. |
| Bò xám Hungari               | Hungary.                                             | Sừng dài, bê lớn nhanh. |
| Bò Ái Nhĩ Lan (Irish Moiled) | Tây Bắc Ireland.                                     | Đỏ hoặc trắng đen |
| Bò Lowline                   | Úc                                                   | Phát triển từ việc lai giống bò Angus. |
| Bò Luing                     | Scotland.                                            | Lông dài, đỏ nâu. |
| Bò Maine-Anjou               | Anjou một vùng thuộc Tây Pháp                        | Đỏ và trắng. |
| Bò Mocho Nacional            | Brazil                                               | Bò thiến |
| Bò Murray xám                | Nam Úc                                               | Xám hoặc bạc. |
| Bò Nelore                    | Ấn Độ                                                | Xuất tới Brazil nơi mà nó trở thành giống nội địa. |
| Bò Nguni                     | Nam Phi                                              | Phát triển mạnh ở châu Phi. |
| Bò Devon Bắc                 | Devon, Cornwall và Somerset thuộc Anh.               | Đầu đỏ đuôi trắng. |
| Bò Piedmontese               | Piedmont                                             | Cơ bắp. |
| Bò Pineywoods                | Vịnh Mexico, Mỹ                                      | Giống bò nhỏ, thích nghi khí hậu ấm nóng phương Nam |
| Bò Poll đỏ                   | Đông Anglia ở Anh                                    | Đỏ và trắng. |
| Bò Romagnola                 | Ý                                                    | Trắng hoặc xám. |
| Bò Romosinuano               | Colombia                                             | |
| Bò Salers                    | Pháp                                                 | Đỏ, dễ nuôi |
| Bò Simmental                 | Tây Thụy Sĩ                                          | Đầu trắng lông vàng, cho cả thịt lẫn sữa. |
| Bò Shorthorn                 | Bắc Anh                                              | Đỏ, đỏ trắng hoặc trắng. |
| Bò Square                    | New South Wales, Úc                                  | Nhỏ, xám bạc, tương đồng với bò Murray xám. |
| Bò Sussex                    | Tây Nam Anh Anh                                      | Xuất hiện từ thế kỷ 20. |
| Bò Tabapuan                  | Brazil                                               | |
| Bò Tajima                    | Nhật Bản                                             | Hòa Ngưu đen và là tổ của Bò Kobe và Bò Matsuzaka. |
| Bò đen xứ Wales              | xứ Wales                                             | Đen và trắng, khó nuôi, kén ăn. |
| Bò Anh trắng                 | Đại Anh, Ireland.                                    | Đen, trắng, đỏ. |

## Chăn nuôi

### Chọn giống
Muốn chăn nuôi bò thịt đạt được năng suất, chất lượng và hiệu quả kinh tế cao, cần quan tâm đến những vấn đề cơ bản như: Giống, tuổi, giới tính, khối lượng lúc giết mổ, dinh dưỡng và phương thức vỗ béo. Giống là một trong những vấn đề quan trọng nhất. Giống khác nhau thì tốc độ sinh trưởng, phát triển, tích lũy thịt, mỡ khác nhau. Bò nuôi lấy thịt, mục tiêu chung là làm sao để bò ở giai đoạn tuổi thích hợp đạt trọng lượng cao, kết cấu ngoại hình vững chắc, tỷ lệ thịt xẻ cao, khả năng chuyển hóa thức ăn tốt và đạt hiệu quả kinh tế cao.
Chọn bò dùng để nuôi thịt hoặc dùng để sản xuất giống thịt, cần chọn bò có những đặc điểm như sau:
- Có tầm vóc lớn, khung xương to nhưng xương nhỏ, nhiều thịt.
- Da bóng mượt, hơi nhăn đùn (lỏng lẻo).
- Háo ăn, chịu đựng được điều kiện ăn khó khăn, dễ nuôi, ít bệnh.
- Hiền lành, dễ khống chế.
- Kiểm tra độ mập ốm trong trường hợp muốn vỗ béo chúng trong thời gian nhất định bằng cách quan sát từ xa, quan sát gần, dùng tay xoa những góc xương để xác định mập ốm hay là nhéo ở góc xương.

Bò đực bắt đầu phối giống từ 24 - 26 tháng tuổi, thời gian phối giống tốt nhất là từ 2- 6 năm tuổi. Tuổi động dục của bò cái từ 18-24 tháng tuổi, chu kỳ động dục trung bình 21 ngày, thời gian mang thai trung bình từ 281-285 ngày. Thời gian động dục trở lại sau khi sinh con từ 60-70 ngày. Có thể phối giống cho bò cái bằng thụ tinh nhân tạo hoặc trực tiếp. Một bò đực giống có khả năng phối giống cho 25-30 bò cái.

### Vổ béo và xẻ thịt

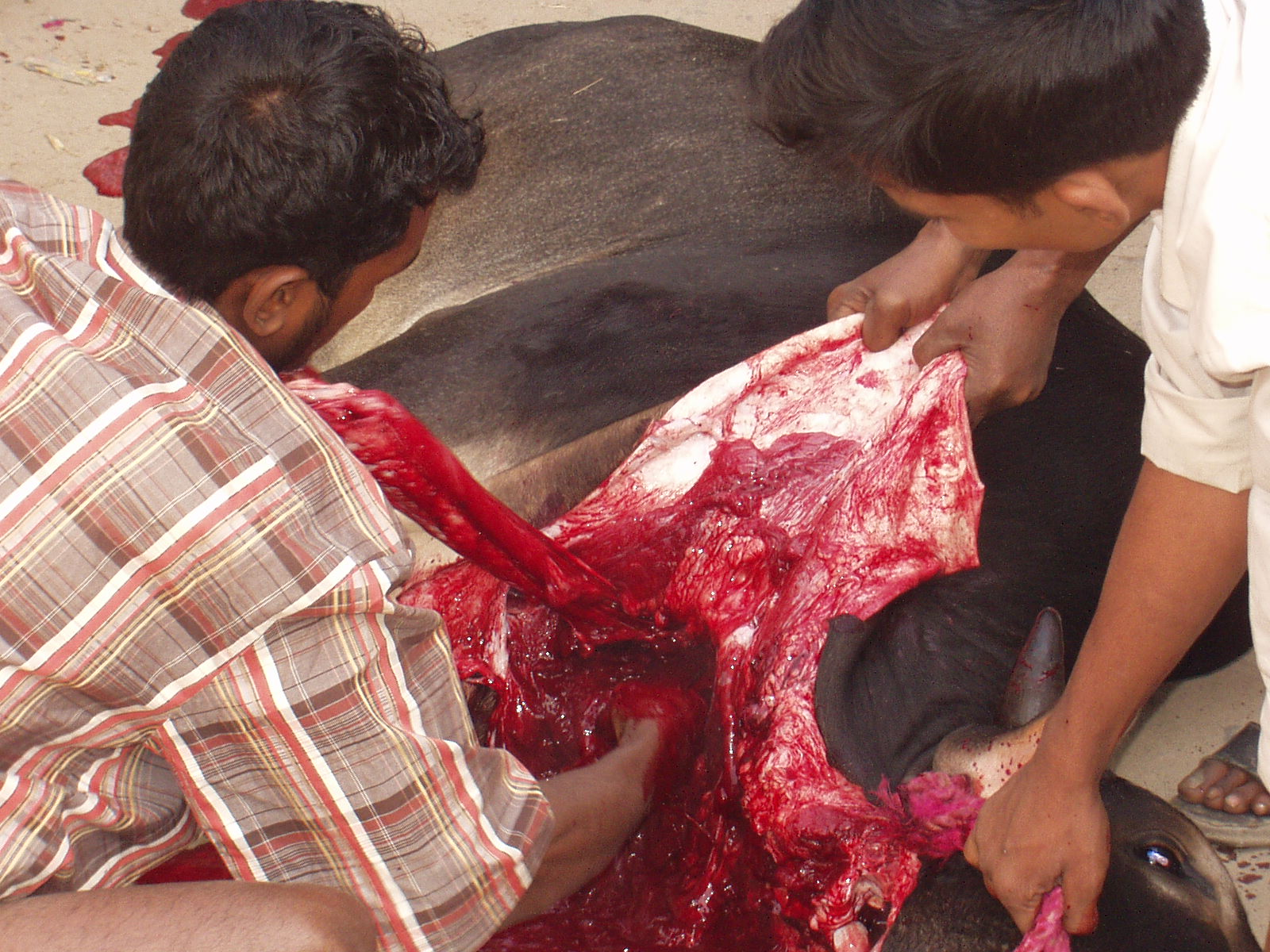
Một cảnh giết bò lấy thịt

Trong quy trình vỗ béo và giết mổ, hiện nay người ta thường nuôi bò từ 16 – 24 tháng tuổi với quy trình công nghệ cao để giết mổ. Tuổi giết mổ khác nhau thì chất lượng thịt cũng khác nhau: Bê và bò tơ cho thịt màu nhạt, ít mỡ, thịt mềm và thơm ngon hơn. Bò lớn tuổi cho thịt màu đỏ, đậm, nhiều mỡ, thịt dai hơn và không thơm ngon bằng thịt bê tơ. Tỷ lệ các cơ quan nội tạng sẽ giảm theo tuổi và ngược lại độ béo sẽ tăng dần lên. Thông thường, yêu cầu tăng trọng bình quân 500-1.000g/ngày (tùy theo giống, loại bò đưa vào vỗ béo). Trong thời gian nuôi vỗ béo, cần tăng dần khẩu phần thức ăn tinh giàu năng lượng, đồng thời hạn chế để bò vận động, nhất là vào cuối giai đoạn.
Thường thì bò cái thớ thịt nhỏ hơn bò đực, mô giữa các cơ ít hơn, thịt vị đậm hơn, vỗ béo nhanh hơn. Ngược lại bò đực có tỷ lệ thịt xẻ cao hơn bò cái cùng độ tuổi vì bò cái có cơ quan sinh dục phát triển hơn bò đực. Trong quy trình vỗ béo người ta có thể thiến bò đực lúc 7 – 12 tháng tuổi để vỗ béo, nếu bò thiến sớm để vỗ béo thì thịt bò sẽ mềm hơn và béo nhanh hơn. Khối lượng bò đưa vào giết mổ phụ thuộc vào nhiều yếu tố như: Giống, khả năng tăng trọng, thời điểm tích lũy nạc lớn nhất, chế độ nuôi dưỡng, hệ số tiêu tốn thức ăn, thị trường và giá cả.
Đối với việc nuôi bò thịt ta hay bò nội địa chỉ nên nuôi tối đa tới 20 tháng tuổi là giết thịt. Lúc này tầm vóc của nó đạt khoảng 70-80% so với bò trưởng thành. Do con bò sinh trưởng theo giai đoạn, trong đó giai đoạn mà bò tăng trưởng mạnh nhất là từ khi đẻ ra tới khi bò thành thục tính dục, tức là khoảng 18-20 tháng tuổi. Sau giai đoạn này, bò lớn chậm và nếu nuôi tới 5 năm tuổi thì bò ngừng sinh trưởng. Do đó, ta chỉ nên nuôi bò tối đa tới 20 tháng tuổi là nên giết thịt. Lúc này tầm vóc của nó đạt khoảng 70-80% so với bò trưởng thành.
Riêng đối với bò Nhật Bản, quy trình nuôi dưỡng bò Kobe rất khắt khe. Thức ăn nuôi bò là những thứ bổ dưỡng như lúa non, cỏ tươi, còn đồ uống là nước được chiết xuất rất tinh khiết và thậm chí là cả bia. Vào 600 ngày trước khi được giết mổ, bò Kobe sẽ được ăn 4.800 loại thực phẩm để chúng tăng cân được 500 kg. Hàng ngày, những chú bò đều được nghe nhạc giao hưởng của Mozart, Beethoven,... để giúp chúng thư giãn. Bò được chăm sóc rất kỹ từ khi còn bé. Mỗi trang trại wagyu chỉ nuôi từ 10 tới 15 con bò. Khẩu phần ăn của chúng được quản lý chặt chẽ để tạo ra những thớ thịt săn chắc. Hàng ngày người dân cho bò tắm bằng nước ấm. nhiều trang trại còn bổ sung vào khẩu phần ăn hàng ngày của những con bò Wagyu một ly rượu vang đỏ Cabernet Syrah Merlot liên tục trong ít nhất 1 tháng.

### Thức ăn
Khi nuôi bò thịt cần chú ý nguồn thức ăn thô xanh cho bò bằng cách tăng cường trồng cỏ, nhất là các giống cỏ cho năng suất cao như cỏ voi, cỏ VA 06, đồng thời sử dụng các loại phụ phẩm của cây trồng như cây ngô non, ngọn lá mía, dây lạc, dây khoai, Đặc biệt là rơm lúa ngoài ra còn thức ăn tinh hỗn hợp từ các sản phẩm nông nghiệp sẵn có như ngô, sắn, lúa gạo, lạc, đậu tương phối trộn thành nguồn thức ăn hỗn hợp. Khẩu phần thức ăn vỗ béo cho trâu, bò giàu đạm và nhiều sắt, thịt có màu đỏ đậm; có nhiều bột ngô (bắp), mỡ bò sẽ vàng, thịt thơm ngon. Đối với bò Kobe, thức ăn nuôi bò là những thứ bổ dưỡng như lúa non, cỏ tươi, còn đồ uống là nước được chiết xuất rất tinh khiết và thậm chí là cả bia, thức ăn thô và thức ăn gia súc, như cỏ tươi xanh, cỏ ủ chua, rơm, phế phẩm từ các nhà máy đóng hộp, còn đồ uống là nước được chiết xuất, nước lọc tinh khiết.
Nếu khẩu phần thức ăn có tỷ lệ phụ phẩm công nghiệp, thớ thịt bò lớn và nhiều mỡ giắt (mỡ giữa các lớp thịt). Khẩu phần thức ăn thường là: thức ăn thô xanh 30 kg/ngày (cỏ tươi hoặc khô, rơm được ủ ure); thức ăn tinh 2,5– 3 kg/ngày với Protein tiêu hóa 100 gram, cho trâu, bò ăn 4-5 lần trong ngày, nước uống 50-60 lít/ngày, có thể sử dụng nước muối nồng độ 9%. Tại Trung Quốc, thậm chí bò được nuôi bằng rác, chúng được nuôi bằng cách ăn rác thải đến khi đủ lớn sẽ đem đi giết mổ. Vi khuẩn và nấm mốc, thậm chí thủy ngân và các chất hóa học độc hại khá gia súc thường xuyên tiếp xúc và hấp thụ có thể dễ dàng lây lan qua con người khi giết mổ hay ăn thịt chúng.

## Trên thế giới

### Tại Mỹ

#### Tình hình chung
Hoa Kỳ sở hữu đàn bò thịt có số lượng chỉ đứng hàng thứ 3 thế giới, vào khoảng 94,5 triệu con, đứng sau Brazil (204,5 triệu con) và Ấn Độ (172, 4 triệu con) nhưng đàn bò này của họ lại cho sản lượng thịt cao nhất thế giới: 11,9 triệu tấn/năm. Tại Hoa Kỳ, hàng năm ngoài tiêu thụ nội địa, có tới hàng triệu tấn thịt bò Mỹ được xuất khẩu tới các thị trường sành ăn như Nhật Bản, Canada, Mexico, Hàn Quốc với doanh số hàng tỷ USD/năm, trong đó, Nhật Bản thường sử dụng thịt bò từ thị trường Mỹ. Vào năm 2002, Nhật Bản đã nhập một số lượng thịt bò trị giá 1,7 tỷ USD từ Mỹ, năm 2003, Nhật Bản là quốc gia nhập khẩu thịt bò Mỹ lớn nhất thế giới, với 240.000 tấn sản phẩm, tương đương 1,4 tỷ USD, ngoài ra còn xuất vào Nga, Việt Nam nơi nó phải cạnh tranh với bò Úc và bị giả mạo bởi thịt bò Trung Quốc.
So với thịt bò Kobe nổi tiếng về chất lượng lẫn kinh phí (hơn 3 triệu/kg), thịt bò Mỹ vẫn là sự lựa chọn hàng đầu cho nhiều người bởi chất lượng hoàn hảo và giá thành vừa phải. Ngoài yếu tố nguồn giống và di truyền, yếu tố then chốt làm nên chất lượng thịt bò Mỹ chính là phương pháp Cho ăn. Những tiểu bang có khu vực nuôi bò lớn nhất là Texas, Nebraska, Iowa, Kansas, Oklahoma, Colorado và Califonia. Với mục đích chỉ để lấy thịt, các nhà chăn nuôi của Mỹ chủ yếu nuôi bò thiến, nhờ đó thịt chúng có vân mỡ đặc trưng, màu sắc hấp dẫn, độ mềm và hương vị đặc biệt thơm ngon.

#### Quy trình
Bò Mỹ được nuôi rất khoa học, công phu. Giai đoạn đầu là khoảng 15 tháng thả ăn cỏ và nuôi lớn, sau đó bò được đưa về nơi vỗ béo trong những khu vực có mái che đặc biệt ngoài trời. Tại đây bò được hưởng chế độ chăm sóc tối ưu, tẩm bổ bằng thức ăn chất lượng cao với các loại ngũ cốc xay như bắp ngô, milo, đậu nành, liều lượng được kiểm soát bằng máy tính. Chương trình cho ăn dựa theo độ tuổi, trọng lượng, kéo dài từ 100 đến 120 ngày cho đến khi bò cân nặng chừng 500 kg. Với lối chăm sóc kỹ lưỡng này, thịt bò Mỹ rất giàu chất dinh dưỡng, miếng thịt hấp dẫn, độc đáo về màu sắc, vân mỡ, hương vị ấn tượng, thơm ngon. Nhờ công nghệ chăn nuôi hiện đại, khoa học, thịt bò Mỹ rất giàu chất dinh dưỡng.
Thịt bò Mỹ được kiểm soát chặt chẽ về vệ sinh an toàn thực phẩm, phải trải qua hệ thống chọn lọc và phân loại chất lượng theo quy định nghiêm ngặt, do Bộ Nông nghiệp Hoa Kỳ và chuyên viên kiểm định USDA thực hiện, họ giám sát chặt chẽ các khâu chăn nuôi, chế biến và phân phối. Với công nghệ chăn nuôi hiện đại, chuyên sâu. Thịt bò Mỹ là một trong những hạng mục được kiểm soát gay gắt nhất thế giới về vệ sinh an toàn thực phẩm. Chính phủ Mỹ đã có những biện pháp để bảo vệ thương hiệu thịt bò, mà sự tồn tại của hệ thống xếp hạng thịt bò do USDA (United State Department of Agriculture - Bộ Nông nghiệp Mỹ) quản lý. Đây cũng là hệ thống xếp hạng thịt bò duy nhất trên thế giới được một cơ quan chính phủ ban hành và trực tiếp giám sát. Nó quy định chi tiết đến từng chỉ tiêu nhỏ nhặt nhất. 

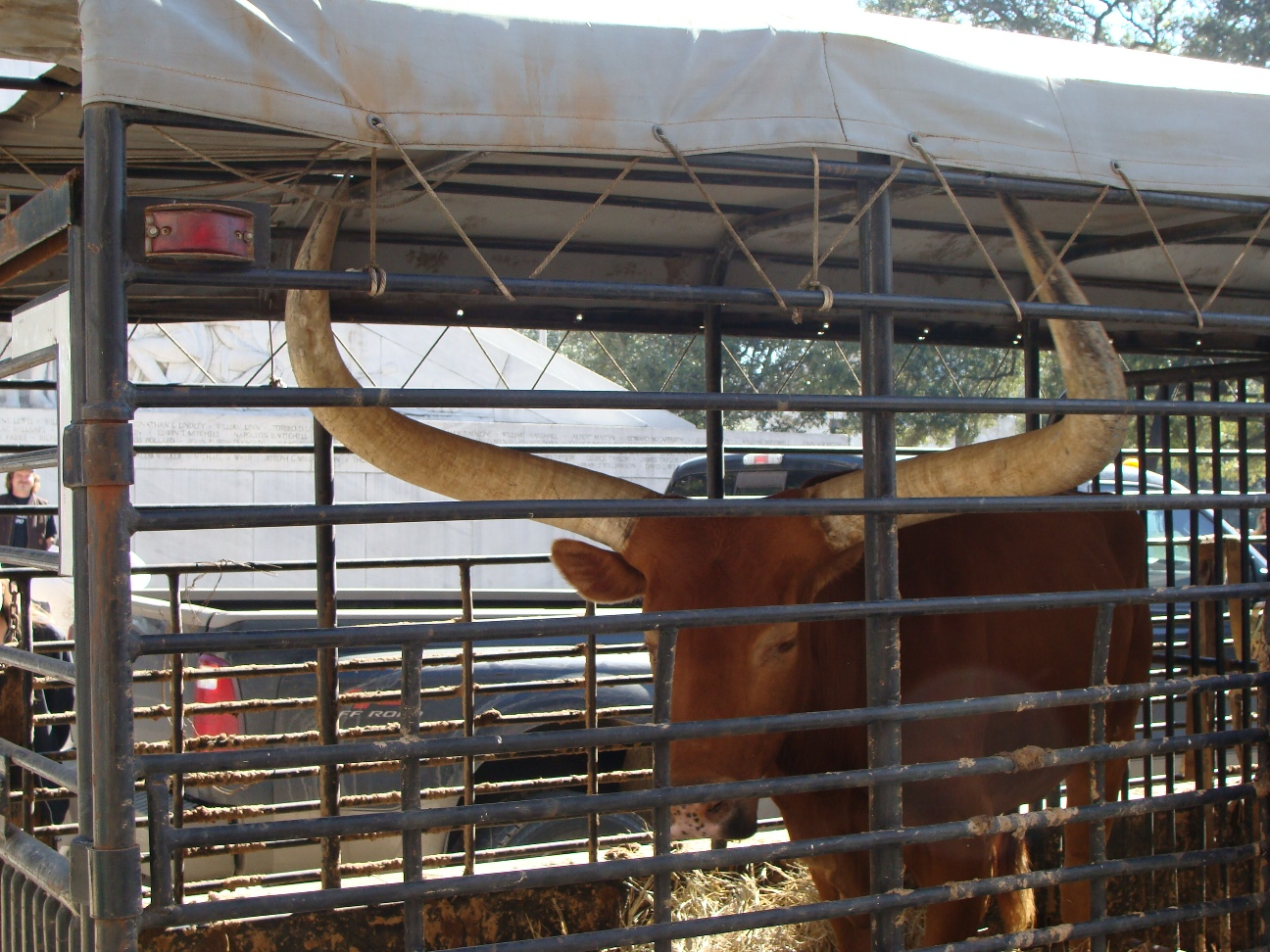
Bò Mỹ được kiểm soát theo một quy trình chặt chẽ, trong hình là Bò sừng dài Texas

Hệ thống này bắt nguồn từ những nỗ lực đầu tiên của Chính phủ liên bang vào năm 1920 nhằm phân loại và đóng dấu, kiểm định thịt bò cho tất cả các cơ sở chăn nuôi và chế biến thịt bò. Sau khi chứng minh được những lợi ích to lớn mà người tiêu dùng được hưởng từ hệ thống phân loại và kiểm định này, đến năm 1926, Bộ Nông nghiệp Mỹ tiến thêm một bước bằng việc ban hành các tiêu chuẩn xếp hạng thịt bò. Quá trình chăn nuôi, giết mổ, bảo quản và phân phối đều theo quy trình khép kín, dưới sự giám sát nghiêm ngặt của cơ quan FDA (Cục quản lý dược phẩm và thực phẩm Hoa Kỳ) đã giúp thịt bò Mỹ trở thành một thương hiệu.
Hệ thống tiêu chuẩn ngày càng được hoàn thiện theo hướng nghiêm ngặt hơn. Theo đó, tất cả những thông tin liên quan đến một miếng thịt bò đều phải được ghi nhận: Từ gia phả của bò, nơi nuôi, người nuôi, chế độ ăn uống, kiểm dịch, thuốc men sử dụng trong quá trình chăn nuôi cho đến ngày giờ giết thịt, bao gói, vận chuyển qua những đâu, bằng phương tiện gì, nhiệt độ bảo quản là bao nhiêu. Với mỗi miếng thịt bò Mỹ, chỉ cần đưa phần dán mã vạch của sản phẩm vào máy quét chuyên dụng, thông tin về những gram thịt này sẽ hiển thị ngay lập tức. Từ gia phả của bò, nơi nuôi, người nuôi, chế độ ăn uống, kiểm dịch, thuốc men sử dụng trong quá trình chăn nuôi cho đến ngày giờ giết thịt, bao gói, vận chuyển.
Khi cầm một miếng thịt bò trong siêu thị trên tay, viên thanh tra của USDA chỉ cần đưa phần dán mã vạch của sản phẩm vào máy quét chuyên dụng, lập tức sẽ nhận được đến vài trang A4 ghi các thông tin về những gram thịt này. Ngoài USDA, giống như các loại thực phẩm và dược phẩm khác, thịt bò khi lưu hành còn bị đặt dưới vòng săm soi kỹ lưỡng của FDA. Với sự kiểm soát nghiêm ngặt đó, thịt bò Mỹ luôn được coi là an toàn với người tiêu dùng.
Các nhà chế biến thịt bò Mỹ thường sử dụng phương pháp làm mềm thịt bằng biện pháp cơ khí: Châm rất nhiều mũi kim nhỏ li ti xuyên qua miếng thịt bò. Làm như vậy, thịt sẽ trở nên mềm hơn, có vẻ tươi ngon hơn và được người tiêu dùng ưa chuộng hơn. Việc vệ sinh thiết bị không được đảm bảo đã khiến một số vi khuẩn chết người này có cơ hội xâm nhập sâu bên trong miếng thịt, và gây hại cho sức khỏe người dùng. Người nuôi thường tận dụng diện tích chuồng trại khiến mật độ nuôi quá cao, lạm dụng thuốc kháng sinh, thuốc tăng trọng, xử lý nguồn chất thải không đảm bảo sạch sẽ là những điều kiện lý tưởng cho nhiều loại vi khuẩn xâm nhập vào cơ thể bò nuôi, trong đó có E.Coli. Lối chăn nuôi lấy trọng lượng làm đầu của các nông dân Mỹ đã khiến nhiều yếu tố khác bị phớt lờ, dù chúng được quy định rất ngặt nghèo. Ngay cả chỉ tiêu một bác sĩ thú y /1.000 đầu bò nuôi cũng không được tuân thủ.

#### Giá trị
Thịt bò Mỹ là mặt hàng được mệnh danh là dầu mỏ thứ hai này của Hoa Kỳ. Thịt bò Mỹ được sản xuất theo một quy trình chăn nuôi hiện đại, khoa học tân tiến hàng đầu và một quá trình kiểm định chất lượng chặt chẽ, khắt khe. Thịt bò Mỹ có chất lượng nhờ vân mỡ đặc trưng không ngậy, chất lượng đồng đều với hàm lượng chất dinh dưỡng cao, hội tụ nhiều loại amino acid, thịt bò Mỹ còn có được vẻ ngoài độc đáo về màu sắc, vân mỡ, kích thước cũng như hương vị và độ mềm, thịt bò Mỹ mềm ngọt, giá trị chất dinh dưỡng rất cao, hương vị độc đáo, được nhiều nước trên thế giới ưa chuộng. Không phải bất kỳ miếng thịt bò Mỹ nào cũng giống nhau. Xếp hạng thịt bò được dựa trên tỷ lệ vân mỡ trong miếng thịt và tuổi của con bò.
Thịt bò Mỹ được phân thành ba loại chính là Thượng hạng (Prime), Cao cấp (Choice) và tốt (Slelect), ứng với mỗi loại là mức độ vân mỡ khác nhau tạo nên độ mềm, sắc tươi và hương vị khác nhau. Ngoài ra, Có 8 thứ tự xếp hạng thịt bò được Bộ Nông nghiệp Mỹ và chuyên viên kiểm định (USDA) công nhận (xếp hạng theo thứ tự giảm dần): 

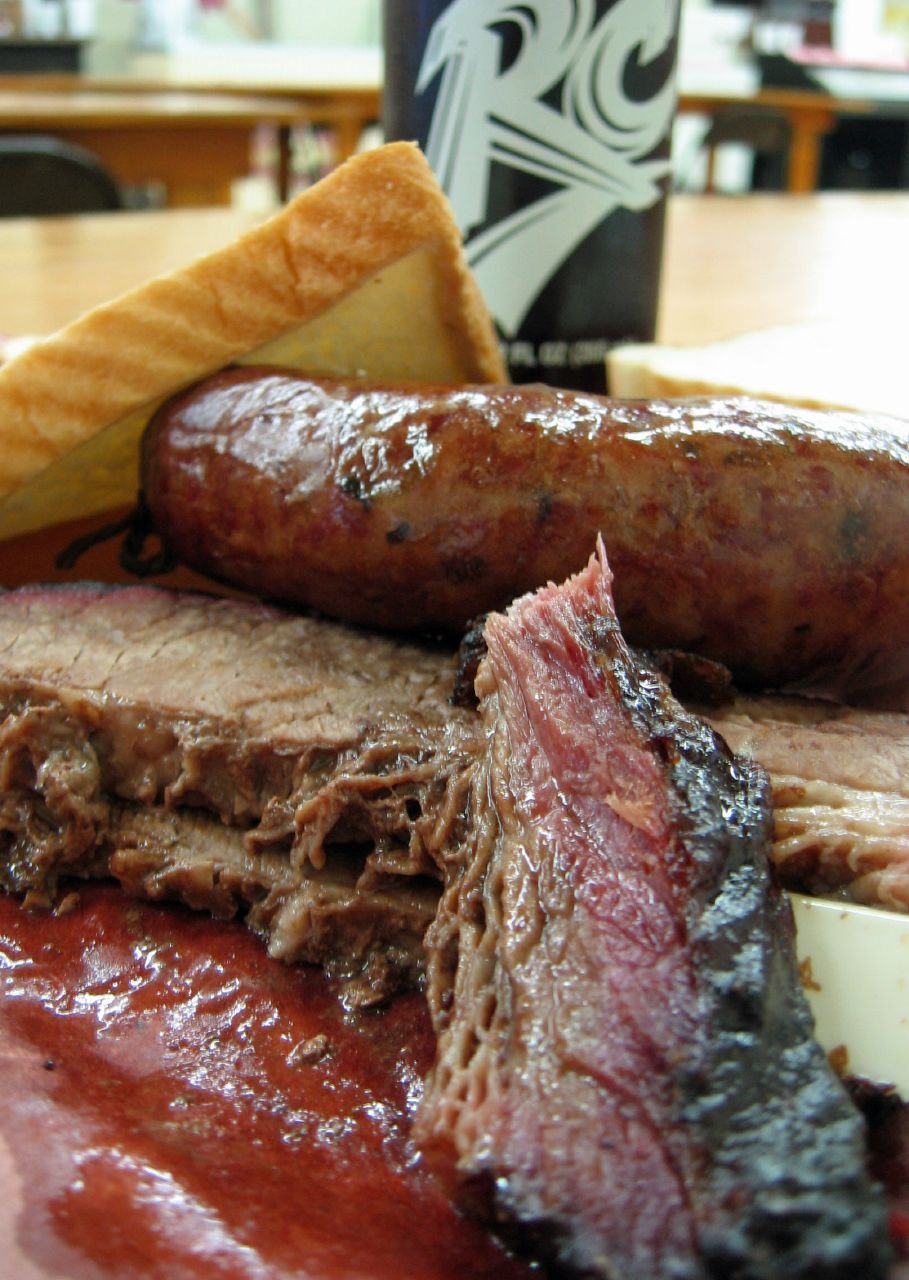
Một miếng bò Mỹ đã chế biến

- Loại Thượng hạng (Prime): Đây là loại thịt bò có chất lượng vân mỡ tốt nhất, có vị thơm, mềm, ngon nhất, loại này thường chỉ bán trong các nhà hàng hạng sang với giá cao hơn hẳn các loại thịt bò khác. Chỉ có khoảng 4% thịt bò được cấp loại này
- Loại Cao cấp (Cao cấp): Thịt bò loại "Choice" được xếp hạng thịt bò phổ biến nhất vì nó có hương vị và độ mềm khá cao trong khi có giá thấp hơn nhiều so với loại Thượng hạng. Có đến 85% thịt bò Mỹ được cấp loại Choice
- Loại Tốt (Select)
- Loại Tiêu chuẩn (Standard)
- Loại Thương mại (Commercial)
- Loại Tiện ích (Utility)
- Loại Thịt vụn (Cutter)
- Loại Đóng hộp (Canner)

Thịt bò Mỹ giàu chất bổ dưỡng, cung cấp lượng lớn các chất dinh dưỡng thiết yếu cho con người và một lượng calorie tương đối nhỏ. Nếu so sánh với thịt gà có cùng trọng lượng, thịt bò Mỹ chứa Vitamin B12 nhiều hơn gấp 9 lần, chất sắt gấp 2 lần và chất kẽm gấp 4 lần. Đáng lưu ý, chất sắt trong thịt bò thuộc dạng heme, dễ dàng hấp thụ vào cơ thể con người cao hơn 5 đến 10 lần so với chất sắt có trong các nguồn thực phẩm khác. Một miếng thịt nạc trung bình cung cấp chỉ có 8% lượng calorie và cholesterol cần thiết cho cơ thể đồng thời chỉ có 9g chất béo, trong đó chưa đến phân nửa chất béo này là bão hòa. Tuy vậy khẩu phần này lại đáp ứng khoảng 45% lượng protein cần thiết cho nhu cầu hằng ngày của cơ thể. Bò Mỹ ngày nay cho thịt nạc nhiều hơn các giống bò giữa thế kỷ trước do quá trình lai tạo, chọn giống.
Thịt bò Mỹ giàu Creatinine hiệu quả trong sự phát triển cơ bắp, cải thiện sức mạnh, giàu vitamine B12 và B6 (khi vận động, yêu cầu protein và Vitamine B6 trong chế độ ăn uống hàng ngày phải được tăng lên nhiều hơn. Thịt bò chứa đủ lượng Vitamine B6 cần thiết giúp con người tăng cường khả năng miễn dịch, thúc đẩy trao đổi chất và tổng hợp protein, góp phần phục hồi cơ thể. Thịt bò chứa nhiều carnitine, hàm lượng kali và protein cao, kết hợp axit linoleic phong phú, chứa nhiều kẽm, magnesi, sắt… Thịt bò Mỹ có nguồn chất béo rất thấp, do đó khi sử dụng không phải lo lắng béo phì hay nguy cơ dẫn đến các bệnh liên quan tim mạch…

### Canada
Thịt bò Canada được nuôi chủ yếu từ ngũ cốc, đặc biệt là đại mạch (thường dùng để sản xuất man bia) đã góp phần làm cho thịt mềm, thơm ngậy, lượng mỡ rắt cao và mỡ trắng, giòn. Đây là những đặc điểm nổi trội mà khách hàng từ hơn 100 quốc gia trên thế giới đánh giá rất cao về thịt bò của Canada. Vệ sinh an toàn thực phẩm là ưu tiên hàng đầu trong hệ thống sản xuất thịt bò của Canada từ trang trại đến khâu chế biến đều thực hiện theo tiêu chuẩn quốc tế HACCP. Hệ thống xác nhận gia súc quốc gia của Canada, những thực hành phòng ngừa bệnh gia súc và các chương trình điều tra khảo sát đánh giá đàn bò đã đảm bảo mọi rủi ro tiềm ẩn được giảm thiểu. Bất cứ một vấn đề gì xảy ra đều có thể nhanh chóng khoanh vùng xác định, truy tìm nguồn gốc và có hành động xử lý.

### Tại Úc
Chăn nuôi bò thịt rất phát triển ở Úc, đặc biệt là việc chăn nuôi bò thịt. Tại Úc có nhiều điều kiện thuận lợi để phát triển ngành chăn nuôi bò. Quốc gia này có những trang trại trồng cỏ nuôi bò rộng có khi lên đến hàng trăm hécta, trải dài hàng chục km. Bò từng đàn từng đàn được thả tự nhiên trên đồng cỏ không cần người chăn, trên tai mỗi con đeo chip để chủ trại theo dõi nguồn gốc, quá trình sinh trưởng, số lần chích ngừa, bệnh tật… Những cánh đồng cỏ xanh hoa vàng rực rỡ trải dài mút tầm mắt, đến mùa đông, nông dân Úc lại cuộn cỏ thành những búi lớn trên đồng để bò ăn dần, xen kẽ với các thức ăn khác. Do được chăn thả tự nhiên trên những cánh đồng cỏ bạt ngàn nên thịt bò Úc thơm ngon có tiếng.
Bò Úc có nhiều giống, như bò Brahman, bò Angus, bò Limousin, bò Charolais… Thông thường, các quốc gia như Việt Nam hay Trung Quốc chuộng giống bò Brahman vì giá rẻ, Trung Quốc có thể mua loại bò 200 kg về vỗ béo lên 500 kg và giết thịt. Vài năm gần đây, do nhu cầu sử dụng thịt bò Úc tăng cao nên không dễ mua được bò thịt giống Brahman do hàng có đến đâu, Trung Quốc mua hết. Úc còn có giống bò thịt Angus chất lượng thịt rất ngon, nhưng giá mắc nên mấy quốc gia giàu mới chuộng. Thêm vào đó, còn tùy độ tuổi của bò, thời điểm mua mà giá bò thịt dao động khác nhau, từ đó chất lượng thịt cũng khác nhau. Trong các chợ hay siêu thị ở Úc, thịt bò dao động từ 15-22 AUD/kg thịt phile, có loại lên đến 30-40 AUD/kg.
Bò Úc rẻ, bò Úc an toàn vì chăn thả tự nhiên và chất lượng được giám sát kỹ theo đúng những tiêu chuẩn ngặt nghèo của Úc. Không chỉ Việt Nam, các nước Trung Đông hay Trung Quốc cũng tranh thủ mua bò Úc về bán kiếm lời. Bò mẹ, bò sữa, bò con, bò giống, bò đực…. đều đắt khách. Trong các trang trại, nhân sự rất ít do máy móc đảm đương phần lớn, từ khâu trộn thức ăn, chăm sóc bê đến vắt sữa và sơ chế sữa, nhiều trang trại nuôi bò Úc khác, làm gọn từ khâu nuôi bò giống, chăm sóc bê, nuôi bò thịt…Bò nuôi trên trang trại ở Úc đều gắn chíp vào tai để theo dõi quá trình sinh trưởng. Bò thịt nuôi lớn thì bán, rất đắt hàng vì ngoài tiêu thụ nội địa thì có đến hơn 100 nước đang nhập khẩu bò Úc. Sữa cũng làm đến đâu bán đến đấy vì hàm lượng dinh dưỡng trong sữa bò Úc cao, thị trường cũng ưa chuộng. Mỗi con bò sữa mỗi ngày cho 30-45 lít sữa. 

#### Xuất khẩu
Úc là quốc gia xuất khẩu thịt bò hàng đầu, đặc biệt là giống bò Úc. Bò này được xuất khẩu từ Úc đi nhiều nước, hai phần ba số lượng thịt bò và thịt bê ở Úc được xuất khẩu và những thay đổi về nhu cầu trên thị trường thế giới đã có tác động quan trọng đến ngành công nghiệp thịt bò của Úc. Thông thường, bò Úc đi các nước thông qua một số công ty trung gian, chuyên mua gom bò khắp vùng về rồi bán cho khách nước ngoài. Dĩ nhiên, để được Hải quan Úc cấp giấy phép xuất khẩu bò, các doanh nghiệp này cũng phải đáp ứng được những quy chuẩn ngặt nghèo và thường xuyên được giám sát chặt chẽ từ chất lượng đến dịch bệnh để đảm bảo bò Úc xuất ra khỏi biên giới.
Quy định về giết mổ bò ở Úc rất ngặt nghèo, toàn bộ được thực hiện trong môi trường lạnh. Sau khi pa lóc, thành phẩm được đóng gói và xuất lên container ngay. Một quy trình ngặt nghèo khép kín không khác gì quy trình nuôi, với thị trường ngày càng trải rộng khắp thế giới. Tùy theo vị trí miếng thịt, bò đã phân mảnh cũng có giá cao thấp tùy chất lượng con bò, thời gian nuôi, bò tơ hay bò già, bò đực hay bò cái. Không quan tâm bạn là ai, chỉ cần trả đủ tiền, có thể nhập bao nhiêu tùy thích trừ những lúc khan hàng.
Nhật Bản là thị trường lớn nhất của Úc về mặt giá trị xuất khẩu thịt bò, nhưng Mỹ là thị trường lớn nhất về số lượng. Ngoài ra, giá trị thịt bò xuất khẩu sang các nước khác cũng gia tăng. Việc phát hiện ra nạn bò điên trong bò sữa của Nhật đã làm sụt giảm rất nhiều nhu cầu về thịt bò, với số lượng tiêu thụ chỉ bằng 50% trước kia. Lượng thịt bò xuất khẩu sang Hàn Quốc đã gia tăng gần một phần ba trong năm 2002 và xuất khẩu sang Canada cũng gia tăng, nhưng số lượng này có chiều hướng giảm xuống vào năm 2003, do số lượng sản xuất của Úc giảm, làm hạn chế việc xuất khẩu đến tất cả các thị trường.
Việc xuất khẩu trở lại thịt bò vào thị trường Uruguay sau khi đất nước này kiểm soát được dịch lở mồm long móng tại đây đã gia tăng. Việc xuất khẩu sang thị trường Triều Tiên đã thu được lợi nhuận do sự tăng trưởng kinh tế của nước này, sự giảm sút lượng bò sản xuất trong nước và sự tự do hóa trong thị trường thịt bò tại đây. Lượng thịt bò xuất khẩu sang Đài Loan đã tăng 17% trong năm 2002 và xuất khẩu sang châu Á tăng 11%. Đối với thị trường châu Âu cũng có gia tăng đôi chút, thị trường Indonesia tiêu thụ 400.000 con bò Úc/năm đối với Indonesia, Úc và Indonesia từng đạt đạt thỏa thuận bán cho Indonesia mấy trăm ngàn con bò, trước đây nước này bị Úc lên án là ngược đãi súc vật trong quá trình giết mổ (dùng búa đập đầu con bò cho chết).
Thị trường nội địa là một thị trường lớn nhất về thịt bò của Úc, chiếm trên một phần ba số lượng thịt bò sản xuất. Việc tăng giá bán lẻ thịt bò và sự cạnh tranh mạnh của thịt heo và thịt gia cầm đã dẫn tới việc giảm sút nhu cầu tiêu dùng về thịt bò trong những năm gần đây. Lượng tiêu thụ bò bình quân tính trên đầu người đã giảm xuống. Lượng bò nuôi từ ngũ cốc đã tăng gấp ba lần trong thập niên 2000. Số lượng gia tăng này được phục vụ cho thị trường nội địa. Trong tổng số 685.500 con bò được nuôi tại Úc tính đến tháng 3 năm 2003, có 46,6% được sử dụng cho thị trường nội địa, so với tỉ lệ 46% xuất khẩu sang Nhật.

#### Xuất bò sống
Lượng xuất khẩu bò sống của Úc là một trong những nước lớn nhất trên thế giới. Năm 2002 Úc đã xuất khẩu 951.000 con bò, với trị giá 581 triệu Đô la, đến những nước như Đông Nam Á, Bắc Phi và Trung Đông. Những thị trường lớn nhất là Indonesia, Ai Cập, Philippines và Malaysia. Những thị trường quan trọng khác bao gồm Ả Rập Saudi, Israel, Brunei, Nhật và Mexico. Lượng bò sống xuất khẩu sang Ai Cập giảm 29% vào năm 2002. Lượng bò sống xuất khẩu sang các thị trường khác đều gia tăng. Số lượng bò xuất khẩu sang Indonesia gia tăng 48%, sang Philippines tăng 16% và sang Malaysia tăng 17%. Đối với các thị trường Ả Rập Saudi, Israel và Mexico cũng có một tỉ lệ gia tăng đáng kể. Úc cũng xuất khẩu một số lượng lớn bò sang Việt Nam.

### TạiUruguay

#### Tình hình chung

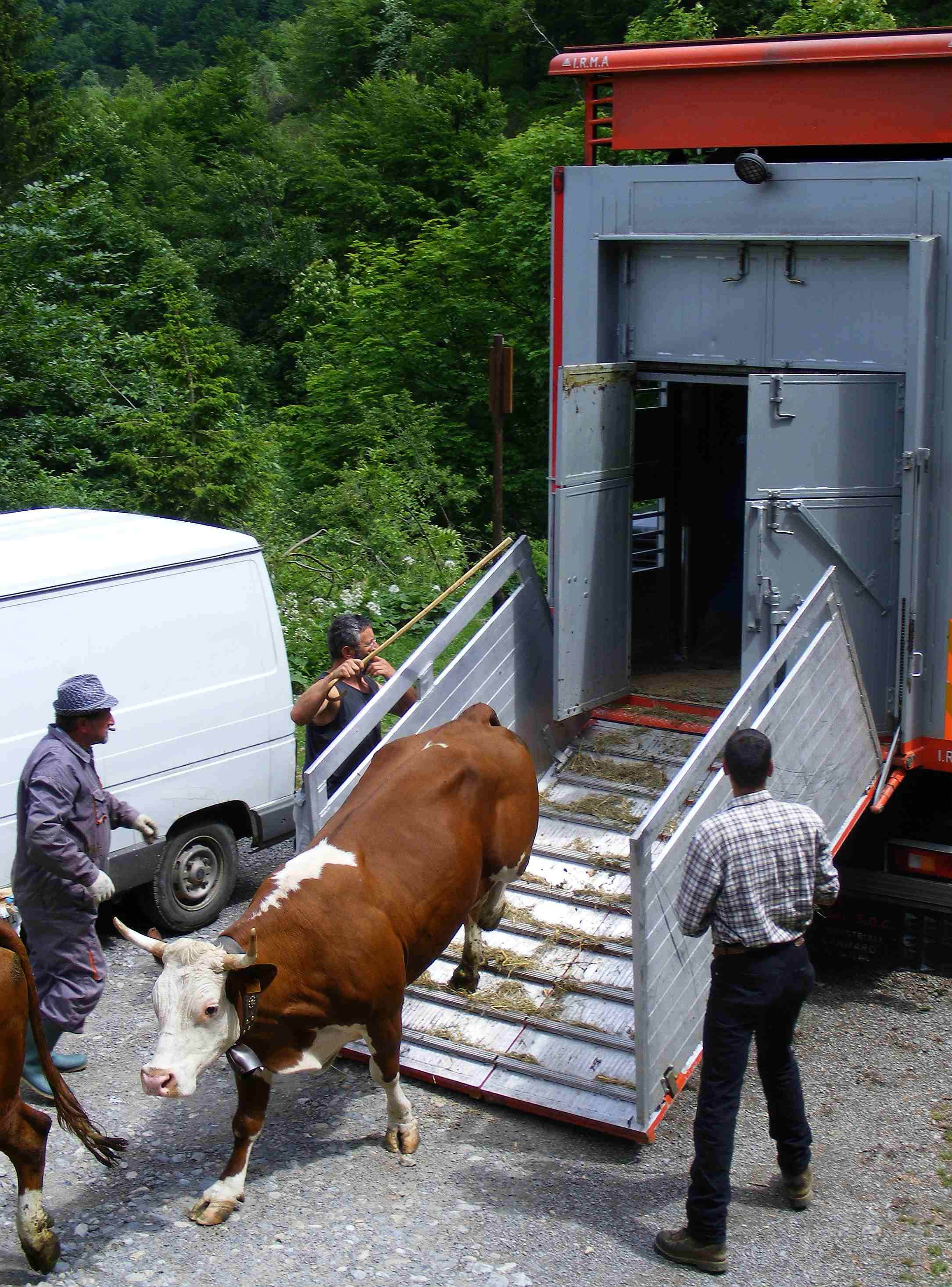

Uruguay có ngành chăn nuôi bò tự nhiên lâu đời. Thịt bò Uruguay vừa ngon lại an toàn, ngoài tiêu thụ trong nước còn xuất khẩu ra hơn 100 nước trên thế giới. Uruguay, với truyền thống lâu đời của ngành sản xuất và xuất khẩu thịt đảm bảo truy xuất nguồn gốc sản phẩm. Quốc gia này hiện xuất khẩu 80% sản phẩm thịt của mình tới hơn 100 quốc gia trên khắp thế giới, trong đó Trung Quốc, EU, Bắc Mỹ và Nga là những thị trường chủ đạo. Hiện Uruguay có số lượng bò cho thịt lớn, tương đương một người trong tổng số hơn 3,4 triệu dân nuôi bốn con bò, nhưng mỗi con bò được hưởng tương đương 2 sân bóng đá để chăn thả. INAC hiện chịu trách nhiệm toàn bộ quá trình chế biến thịt ở Uruguay, giá thịt và các sản phẩm từ thịt của Uruguay đang bán tương đương các sản phẩm từ Úc và Mỹ.

#### Quy trình
Trong nhiều năm, các nhà sản xuất ở nông thôn Uruguay đã áp dụng một cách nghiêm ngặt quy trình chăn nuôi và sản xuất thịt bò đảm bảo tính hài hòa và bền vững. Qua đó, tạo ra những sản phẩm thịt vừa ngon lại an toàn. Thị bò Uruguay khỏe mạnh, với hàm lượng chất béo thấp nhưng giàu kẽm, sắt, vitamin B, omega 3 và vitamin E. Chất lượng do Viện Thực phẩm Quốc gia Uruguay (INAC), cơ quan chịu trách nhiệm đảm bảo chất lượng và xúc tiến thương mại. Thịt bò của Uruguay được chăn nuôi hoàn toàn tự nhiên và sử dụng công nghệ đảm bảo sự an toàn cao cho người tiêu dùng. Chưa phát hiện sử dụng kích thích tố trong 40 năm qua.
Uruguay có các trang trại chăn nuôi bò quy mô lớn ở Hereford và Angus. Những đàn bò Uruguay được chăn thả tự nhiên cho thịt thơm ngon và an toàn. Việc sử dụng các kích thích tố, thuốc kháng sinh và protein động vật trong thức ăn gia súc là vi phạm pháp luật, và truy xuất nguồn gốc là bắt buộc đối với mỗi trang trại nuôi gia súc ở nước này. Quá trình này được kiểm soát chặt chẽ thông qua hệ thống thông tin điện tử, bắt đầu ngay từ khi con vật được sinh ra, đưa vào các trang trại chăn nuôi và tiếp diễn trong các giai đoạn giết thịt, chế biến công nghiệp, đóng gói và bảo quản.

### Hàn Quốc

#### Tình hình chung
Tính chung, đàn bò thịt của Hàn Quốc có tốc độ tăng trưởng đạt 8,05%/năm từ 1.410.233 con năm 2002 lên 3.059.641 con năm 2012. Năm 2012, Hàn Quốc có tổng đầu bò thịt trên 3 triệu con được chăn nuôi trong các trang trại bò thịt có quy mô khác nhau: 32,5% có quy mô trên 1.000 con, 21,6% có quy mô từ 50-99 con, 24,3% có quy mô từ 20-49 con và 21,6% có quy mô từ 1-19 con. Sau khi xảy ra dịch FMD vào cuối năm 2010 thì giá thịt bò giảm xuống 35% trong giai đoạn từ năm 2010 đến 2012 do phát triển nóng lên lượng thịt bò sản xuất ra vượt nhiều so với nhu cầu.
Để giữ giá cho thịt bò sản xuất trong nước, Bộ Thực phẩm, Nông nghiệp, Lâm nghiệp và Thủy sản Hàn Quốc (MIFAFF đã đầu tư 26,7 triệu USD để hỗ trợ cho người chăn nuôi bò thịt loại bỏ những con bò giống kém chất lượng ở trang trại của họ. Mục tiêu của chính sách này là nhằm loại bỏ 100.000/năm con bò cái giống kém chất lượng tương ứng vào năm 2012 và 2013. Người chăn nuôi sẽ nhận được hỗ trợ 444 USD/con bò cái tơ và 267 USD/con bò cái sinh sản. Bò Hàn Quốc là giống bò thịt được ưa chuộng.

#### Thức ăn
Bò Hàn Quốc được chăn nuôi theo hình thức cho ăn TMR là một loại thức ăn hỗn hợp hoàn chỉnh được phối trộn trên cơ sở cân bằng các nguyên liệu thành phần nhằm đáp ứng tối ưu nhu cầu năng lượng, protein, khoáng, vitamin cho các tuổi, giống, nhóm bò có năng suất khác nhau. Tất cả thức ăn thô xanh, ngũ cốc, khoáng, vitamin được làm mềm cơ học và phối trộn đều vì vậy khi bò ăn khó có thể lựa chọn theo sở thích cá thể, các nguyên liệu thành phần có thể được cân bằng số lượng chính xác để khi phối trộn với nhau tạo ra tối ưu cho tiêu hóa của bò ở các giai đoạn, lứa tuổi, nhóm năng suất, mục đích, giống khác nhau.
Tính đến năm 2012, cả nước có 225 nhà máy sản xuất thức ăn TMR trên khắp đất nước và đạt sản lượng trên 1,4 triệu tấn. Tốc độ tăng trưởng về sản lượng thức ăn TMR đạt 14,9%/năm từ 817.777 tấn năm 2008 lên 1.424.067 tấn năm 2012. Giá trung bình cho thức ăn TMR là 360 USD/tấn. Hàng năm, nước này cần không 512 triệu tấn thức ăn TMR cho cả sản xuất trong nước và xuất khẩu. Ví dụ năm 2012, Hàn Quốc nhập khẩu 130 ngàn tấn mùn cưa về làm chất độn chuồng trong chăn nuôi, trong đó có 110 ngàn tấn từ Việt Nam. Nhập 80 ngàn tấn ngô dày ủ xi lô (đựng trọng các túi PE dày, trọng lượng khoảng 500 kg), trong đó 70 ngàn tấn từ Việt Nam.

### Tại Việt Nam

#### Tình hình chung

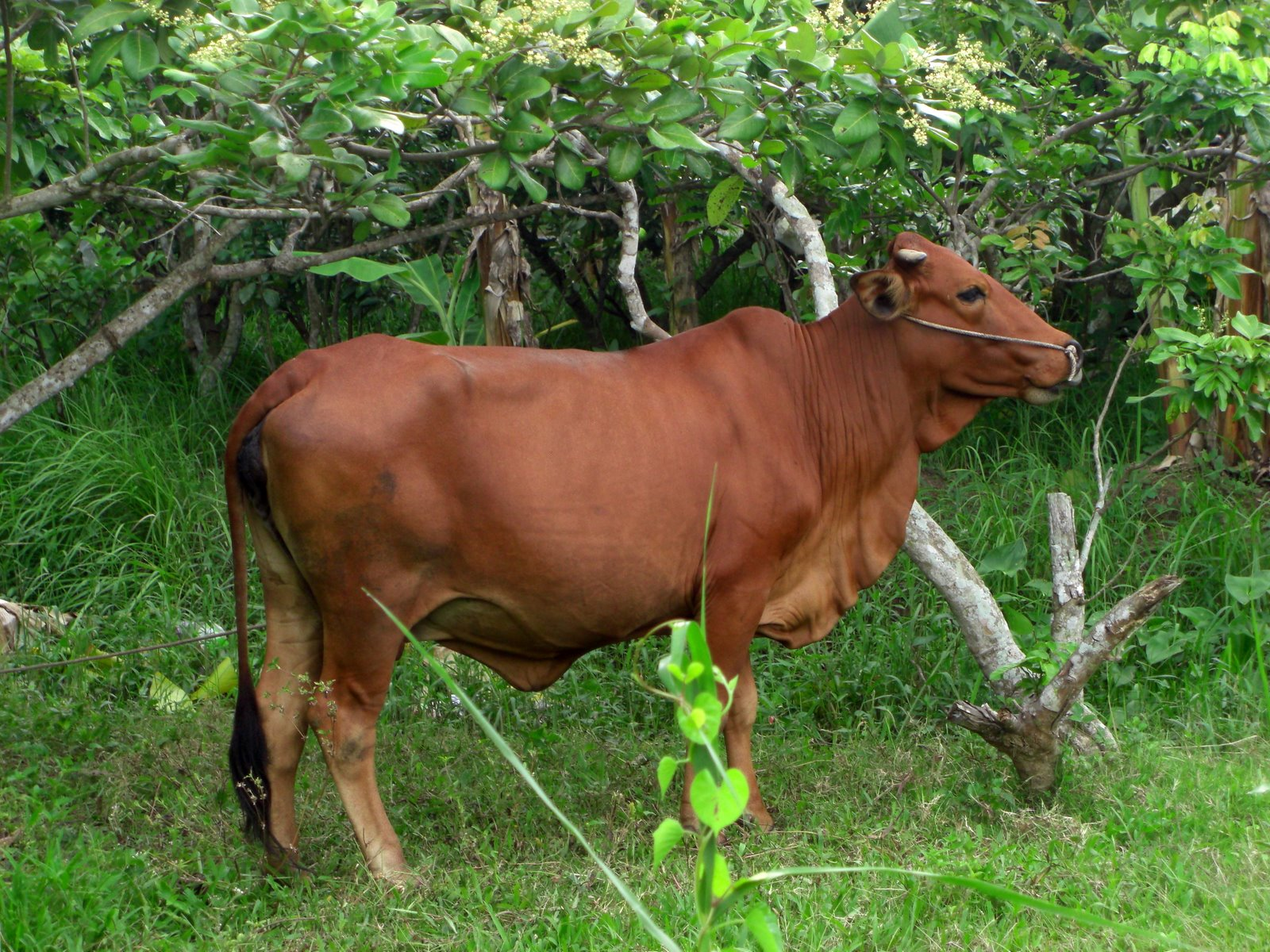
Một con bò thịt ở Việt Nam

Trong 5 năm kể từ năm 2013, đàn bò thịt của Việt Nam giảm khoảng 1,5 triệu con, nguyên nhân chính là sự sụt giảm diện tích đồng cỏ. Đàn bò thịt của Việt Nam trong những năm năm qua đã giảm khoảng 1,5 triệu con, từ 6,7 triệu con trong năm 2007 xuống còn 5,2 triệu con vào năm 2012. So với các nước khác, Việt Nam không có thế mạnh phát triển đàn bò thịt ở quy mô trang trại lớn mà chỉ ở những nông hộ dưới 10 con để tận dụng nguồn thức ăn sẵn có trong tự nhiên.
Đã có một số doanh nghiệp đầu tư trang trại nuôi bò thịt nhưng chỉ dừng lại ở quy mô khoảng 200 con, Nhiều hộ chăn nuôi bò thường chọn nuôi bò sữa vì giá trị kinh tế cao hơn so với nuôi bò thịt. Việc chăn nuôi bò thịt chủ yếu rơi vào các hộ gia đình với số đàn bò thịt chỉ trên dưới 10 con. Nguyên nhân do thiếu quỹ đất, tiền giống cao nên khó có những trang trại chăn nuôi bò thịt quy mô lớn mà chủ yếu nuôi ở quy mô vài con để tận dụng nguồn thức ăn tự nhiên. Do tổng đàn bò liên tiếp giảm trong 5 năm trở lại đây nên Việt Nam phải nhập bò theo đường tiểu ngạch từ Lào, Camchia, Thái Lan để đáp ứng nhu cầu nội địa. Có thời điểm mỗi ngày có đến 500 con bò nhập từ Lào. Số bò này có nguồn gốc từ Lào và Thái Lan nhưng lại được hợp thức hóa là bò nuôi của người dân địa phương.
Bên cạnh đó, có ghi nhận việc gần 40.000 con bò Úc nhập về Việt Nam để giết mổ. Thịt bò Úc đang bán tràn ngập ở siêu thị, cửa hàng, nhà hàng, khách sạn với giá khá cạnh tranh, một doanh nghiệp ở Đồng Nai nhập bò Úc trung bình mỗi tháng hơn 1.000 con, nhưng từ tháng 6 đã có thêm ba công ty kinh doanh bò Úc với số lượng nhập về tăng đột biến, lên tới 6.000 – 7.000 con mỗi tháng., mặc dù Gánh thuế và phí, thịt bò Úc vẫn rẻ hơn bò Việt. Có ghi nhận về giá bán lẻ thịt bò tươi của Úc tại các cửa hàng thực phẩm và siêu thị ở Sài Gòn là 244.000 đồng/kg sản phẩm nạc đùi (giá thị bò trong nước là 230.000 đồng/kg), 180.000 đồng/kg gầu (giá thịt bò trong nước ở mức 200.000 đồng/kg). Loại thịt bò thăn và philê của Úc có giá là 320.000 đồng/kg, trong khi giá thịt bò cùng loại trong nước được bán với giá hơn 280.000 đồng/kg (năm 2013).
Trong 9 tháng đầu năm 2013, số lượng bò Úc nhập khẩu vào Việt Nam lên 32.500 con, không có số liệu thống kê về lượng bò Úc nhập khẩu nguyên con trong năm 2012. Thịt bò nhập khẩu từ Úc ngày càng trở nên phổ biến và quen thuộc hơn với người tiêu dùng vì được người tiêu dùng đánh giá là chất lượng hơn và giá thịt bò Úc không chênh lệch là mấy so với giá thịt trong nước, giá rẻ một phần do nhập từ gốc nguyên con, không qua thương lái nên kiểm soát được giá khi ra thị trường, giá thịt bò Úc mới rẻ. Tuy vậy cũng đã phát hiện 10 tấn thịt bò Úc bẩn nhập vào Việt Nam, toàn bộ số thịt bò cơ quan chức năng kết luận bị nhiễm bẩn, không đạt tiêu chuẩn làm thực phẩm cho người, thì lần kiểm tra thứ 3 chỉ còn lại hai sản phẩm (nõn bò và bắp bò có tổng trọng lượng 5.566 kg) không đạt làm thực phẩm cho người.

#### Miền Bắc
Tại Hà Nội, công tác lai tạo giống bò trên địa bàn thành phố đã tạo đàn bò lai Zêbu có tầm vóc được cải thiện nhiều so với giống bò Vàng Việt Nam, trên nền đàn bò lai Zêbu thực hiện lai tạo sản xuất giống bò chuyên thịt- sữa, đến nay Hà Nội có đàn bò lai Zêbu đạt trên 85 %/tổng đàn. Tại xã Văn Đức, huyện Gia Lâm, Hà Nội, nhiều hộ gia đình chăn nuôi bò thịt và nuôi bò thịt cho lãi cao, mà cũng không khó chăm sóc, người ta chỉ cần chi phí đầu tư chuồng trại, sau đó có lợi nhuận khác cao. Tại Hà Nội có đàn bò lên tới 17.056 con, trong đó bò lai Sind khoảng 12.500 con (chiếm tỷ lệ 85,1%), Hà Nội đang áp dụng kỹ thuật thụ tinh nhân tạo (tinh bò được NK từ Bỉ) trên diện rộng nhằm tạo ra giống bò siêu thịt, chất lượng cao BBB phục vụ thị trường. Tại Minh Châu, huyện Ba Vì nhiều hộ gia đình đã bắt đầu ăn nên làm ra, có của ăn của để nhờ phong trào chăn nuôi bò thịt, toàn xã Minh Châu có khoảng 3.000 con bò.
Ngoài ra còn có chăn nuôi bò thịt ở Phú Cường, tại đây với diện tích đất canh tác khoảng 300ha nhiều phù sa màu mỡ, thích hợp với các cây trồng phục vụ chăn nuôi bò như ngô, đỗ và cỏ, ở đây có truyền thống chăn nuôi bò và nhu cầu sử dụng thịt bò ngày càng tăng, giá thịt bò trên thị trường khá nhiều hộ đã chuyển sang nuôi bò với số lượng lớn, mang lại hiệu quả cao hơn hẳn so với vật nuôi khác. toàn xã có 80% số hộ nuôi bò ở tất cả tám thôn, tổng đàn bò có khoảng 3700 con, chủ yếu là bò lai "sind", bò Brahman thương phẩm, mỗi năm đàn bò cho thu lãi 17-20 tỷ đồng.

#### Miền Trung
Bò thịt được phát triển ở Việt Nam, nghề chăn nuôi bò thịt là một trong những ngành nghề chủ lực ở nhiều nơi trong nông nghiệp tại nhiều vùng miền trong cả nước. Miền Trung và Tây nguyên là khu vực có tiềm năng lớn để phát triển chăn nuôi, đặc biệt là chăn nuôi bò. Tổng đàn trong khu vực này có tới 1,4 triệu con, chiếm trên 40% đàn bò toàn quốc. Đàn bò được nuôi chủ yếu nhằm mục tiêu sinh sản và lấy thịt. Hàng năm tại khu vực miền Trung và Tây nguyên có từ 130-150 ngàn bò loại thải được bán giết thịt. Giả thiết rằng với số lượng bò như trên được nuôi vỗ béo trước khi bán thịt thì số lượng và chất lượng thịt bò được tăng lên đáng kể.

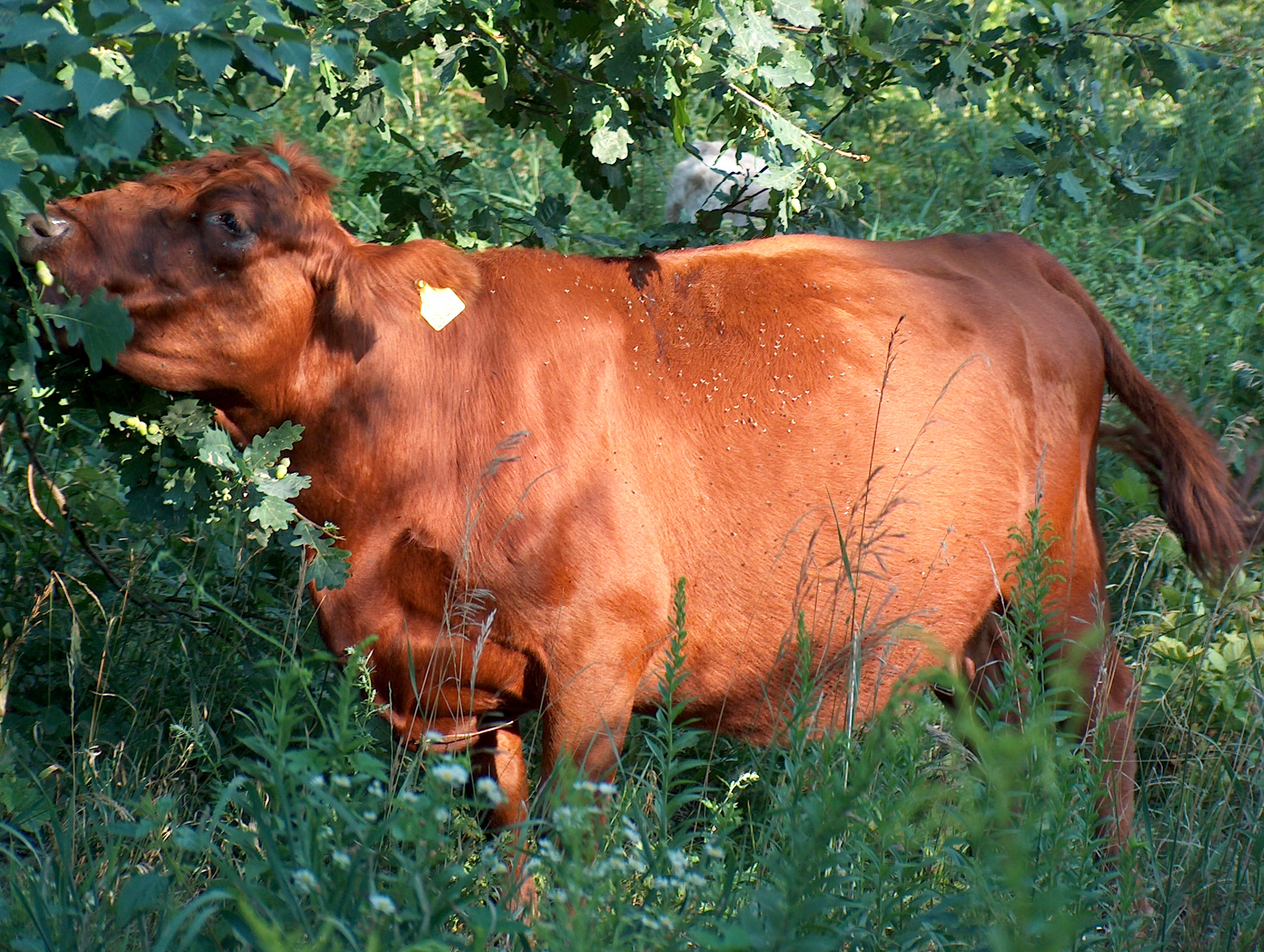
Một con bò thịt đang ăn

Nuôi bò thịt đang là lựa chọn mà đa số chuyên gia trong ngành chăn nuôi cho rằng có lợi thế, giá trị và triển vọng phát triển nhất tại Miền Trung Việt Nam. Nuôi bò thịt là hướng lựa chọn tối ưu đối với chăn nuôi theo hướng sản xuất hàng hóa lớn ở miền Trung, miền Trung là nơi thích hợp nhất với sinh học của bò. Tuy nhiên khó khăn nhất trong việc phát triển đàn bò miền Trung, đó chính là nguồn thức ăn, khi điều kiện đất đai, khí hậu khô hạn kéo dài của miền Trung rất bất lợi cho việc trồng cỏ. Con bò là cả một sản nghiệp lớn của dân nghèo miền Trung. Ở Việt Nam, đã từng có dự án vốn vay nước ngoài trị giá 15 triệu USD để cải tạo đàn bò cho các tỉnh từ Thanh Hóa trở vào, thu hút 27 tỉnh tham gia, dự án kết thúc, đã cơ bản cải tạo được gần 50% đàn bò của miền Trung tức là cải tạo toàn bộ đàn bò cỏ (bò địa phương ngoại hình nhỏ bé). Bình Định, Phú Yên là những tỉnh đã rất thành công trong phát triển đàn bò thịt.
Tại Quảng Trị, địa phương này có thế mạnh phát triển đàn bò thịt không chỉ ở quy mô nông hộ nuôi dưới 10 con mà còn phát triển thành trang trại lớn để tận dụng nguồn thức ăn sẵn có trong tự nhiên. Hiện tại nguồn bò thịt ở địa phương này không đủ cung cấp cho thị trường. Cam Lộ là một huyện trung du, có điều kiện thuận lợi về đất đai, khí hậu, thích hợp cho quá trình đa dạng hóa nông nghiệp, trong đó lợi thế nhất là đồng cỏ để phát triển chăn nuôi đại gia súc. Toàn huyện đã có đàn bò trên 14.000 con, trong đó có trên 55% được nuôi nhốt. Trong tổng gần 100 hộ dân của thôn Bắc Bình, xã Cam Tuyền có đến 70 hộ tham gia mô hình trồng cỏ nuôi bò thâm canh với tổng số 240 con, hộ nuôi nhiều nhất là tám con. Với nuôi bò tập trung, quy mô thì đồng cỏ ở huyện miền núi Hướng Hoá và huyện Đakrông rất phù hợp. Tại các huyện này các đồng cỏ đủ sức cung cấp nguồn thức ăn cho chăn nuôi bò đàn bò theo mô hình trang trại đến 10.000 con.
Tại Quảng Nam, nông dân ở đây được cho là làm giàu từ nuôi bò thịt, riêng tại Xã Bình Quý, huyện Thăng Bình, Quảng Nam hiện có đàn bò hơn 3.000 con. Người nông dân trồng cỏ, nuôi bò thâm canh thu lời hàng trăm triệu đồng/năm, Để có nguồn thức ăn ổn định cho đàn bò, người ta chuyên canh 6 sào cỏ voi và tận dụng thêm các phụ phẩm từ nông nghiệp như rơm, lá mía, bắp, đậu...Xã này có chính sách tập trung phát triển đàn bò, tăng đàn bò lai lên 30 -35% tổng đàn, tổ chức chuyển giao kỹ thuật cho nông dân, nhân rộng các mô hình nuôi bò nhốt thâm canh và nuôi bò vỗ béo nhằm đưa nghề chăn nuôi bò trở thành thế mạnh kinh tế của địa phương, vận động nông dân trồng 55ha cỏ, để bảo đảm thức ăn cho bò.
Tại Bình Định, đang Xây dựng thương hiệu bò thịt chất lượng cao, phong trào chăn nuôi bò thịt ở Bình Định phát triển khá mạnh cả về số lượng lẫn chất lượng. Bình Định là một trong những tỉnh có số lượng đàn bò cao nhất ở khu vực miền Trung - Tây Nguyên với tổng đàn 260 ngàn con, bò lai Bình Định đã trở nên khá quen thuộc với người chăn nuôi trong cả nước. Đến nay, tỉ lệ bò lai ở Bình Định hiện chiếm đến 70% tổng đàn, cao gần gấp đôi so với tỉ lệ bò lai bình quân của Việt Nam, thị trường truyền thống tiêu thụ bò thịt chủ yếu là các tỉnh phía Nam.

#### Miền Nam

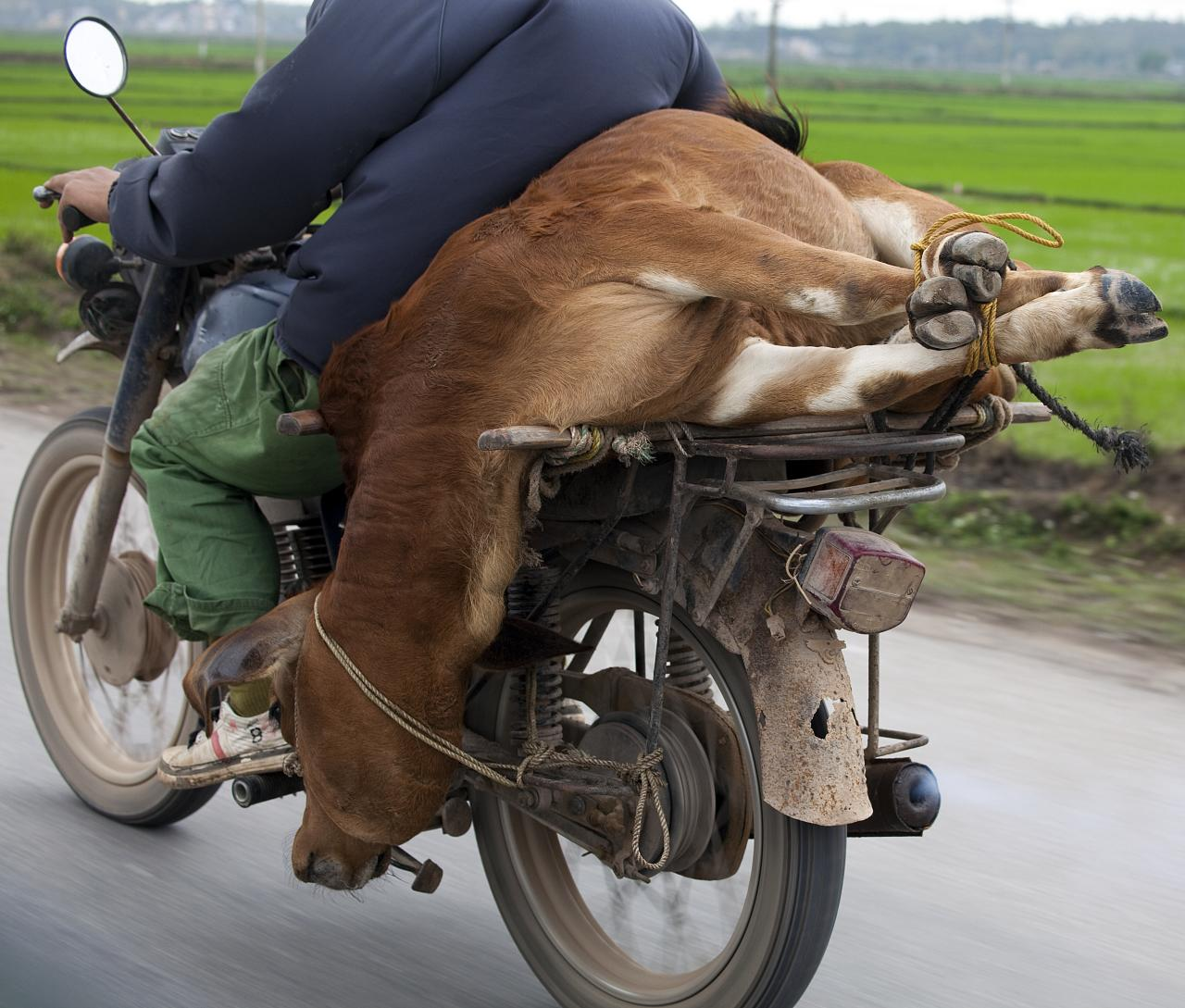
Chở bò sang Campuchia bán

Tại Miền Nam, xuất phát từ nhu cầu về thịt bò của Việt Nam ngày càng lớn nên một số nhà đầu tư thành lập Công ty Nông nghiệp Trang trại Việt với mục đích là đầu tư vào xây dựng trang trại bò thịt cung cấp cho thị trường, đầu tư vào 2 giống bò thịt nhập khẩu là Red Angus (Mỹ) và Brahman (Úc) tại huyện Củ Chi, Trang trại này nuôi 200 con bò thịt trên diện tích đất 2,5 héc ta của công ty. Ngoài ra, một cá nhân khác cũng đã bỏ vốn lập trang trại nuôi bò ở ấp Giồng Ao, xã An Hiệp, huyện Ba Tri (Bến Tre) đã đầu tư trang trại nuôi bò thịt trên diện tích 7 héc ta với 200 bò. Đây là hai doanh nghiệp có quy mô nuôi bò thịt lớn của Việt Nam.
Tại Tây Ninh có hàng loạt trang trại chăn nuôi bò mọc lên khắp nơi của những tỷ phú vốn xuất thân là nông dân địa phương, có người xuất phát chỉ có một, hai con bò làm vốn. Phong trào chăn nuôi bò, chủ yếu là bò thịt, tăng nhanh trong khoảng năm năm đến năm 2013. Tổng đàn bò của Tây Ninh từng đạt khoảng 100.000 con. Các huyện có đàn bò thịt phát triển nhanh theo dạng quy mô trang trại là Tân Biên, Tân Châu, Trảng Bàng, Dương Minh Châu.
Ngành chăn nuôi ở Đồng bằng sông Cửu Long đã có những chuyển biến tích cực, trong đó đáng chú ý là việc khôi phục và phát triển đàn bò địa phương. Ngoài ưu thế về chi phí thức ăn thấp, sử dụng thúc ăn không cạnh tranh với người, giải quyết công lao động nông nhàn. Nghề nuôi bò còn có một ưu thế quan trọng là sản phẩm cuối cùng là bê và thịt có thị trường tiêu thụ ổn định, giá cả bảo đảm cho người chăn nuôi có lãi.

### Các nước khác
Ở Nam Phi, sản lượng thịt bò Nam Phi đáp ứng 85% nhu cầu trong nước và 15% nhập khẩu từ Namibia, Botswana, Swaziland, Australia, New Zealand và EU. Chăn nuôi bò tập trung ở các tỉnh Eastern Cape, Free State, KwaZulu-Natal, Limpopo và Northern Cape. Nam Phi có các giống bò bản địa là bò Afrikaner và bò Nguni, bò chọn lọc Bonsmara và Drakensberger, bò Âu-Mỹ Bò Charolais, Bò Hereford, Bò Angus, bò Simmental, Sussex, Bò Brahman và Bò Santa Gertrudis.
Tại Nhật Bản, giống bò Nhật Bản được ưa chuộng. Theo thống kê, hiện cả thế giới chỉ có khoảng 3.000 con bò Kobe. Tại Hyogo, trong 5.500 con bò được nuôi dưỡng, số lượng đạt tiêu chuẩn để ghi tên Kobe chỉ khoảng 3.000 con, một nửa trong số này được giết thịt để cung ra thị trường mỗi năm. Như vậy, tính trung bình, mỗi ngày trên toàn thế giới chỉ có khoảng ba con bò Kobe được giết thịt, tương đương 1,2 tấn thịt được cung ứng. số lượng thịt Bò Kobe "do chính Hãng Kobe xuất xưởng" không có nhiều, mỗi ngày chỉ có vài con ngay chính người Nhật muốn đặt thịt bò Kobe do hãng Kobe cung cấp cũng có khi vài tháng mới đến lượt.
Tại Ireland, năm 2015, Ireland xuất khẩu khoảng 3,5 tỉ euro thịt, trong đó thịt bò là 2,4 tỉ euro. Quốc gia này xuất khẩu thịt bò đi khoảng 70 nước trên thế giới, là quốc gia xuất khẩu thịt bò lớn thứ 6 thế giới, năm 2016, Ireland cũng chính thức gửi hồ sơ xin cấp phép cho sản phẩm thịt bò Ireland được nhập khẩu vào thị trường Việt Nam.